# Corriere della Sera
Il Corriere della Sera è uno storico quotidiano italiano, edito a Milano, fondato nel 1876 da Eugenio Torelli Viollier. Al febbraio del 2025 ha una diffusione media di 221.558 copie. Pubblicato da RCS MediaGroup, è il primo quotidiano italiano per diffusione e per numero di lettori. Il suo slogan è: «La libertà delle idee».

## Storia

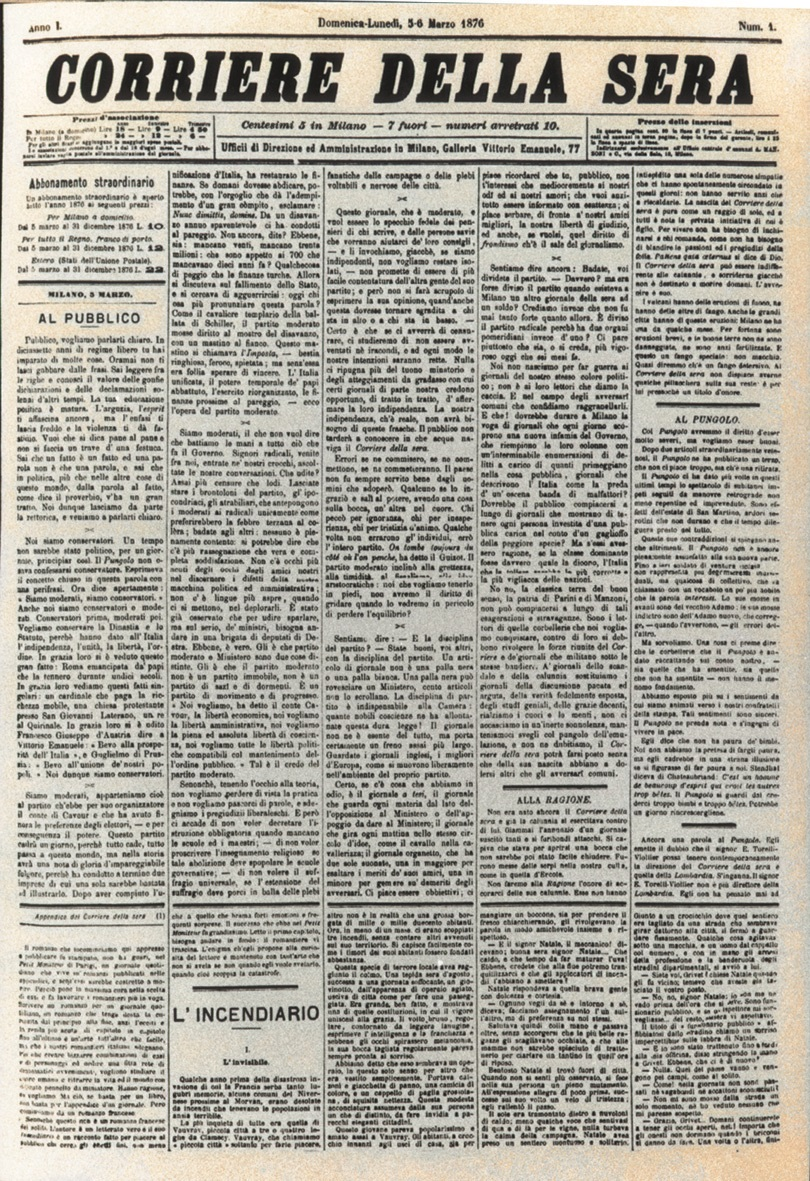
Prima pagina del N. 1 del Corriere della Sera (5 marzo 1876)

Un giornale con la denominazione Corriere della Sera, fondato dal ventitreenne Giuseppe Rovelli, fu pubblicato a Torino nel 1866, ma dopo solo due numeri (1º agosto e 2 agosto) il quotidiano cessò le pubblicazioni per mancanza di fondi.

### Dalle origini al 1900
Il Corriere della Sera nacque nel febbraio del 1876 quando Eugenio Torelli Viollier, direttore de La Lombardia, e Riccardo Pavesi, editore della medesima, decisero di fondare un nuovo giornale.
Il primo numero venne annunciato dagli strilloni in piazza della Scala alle 21 di domenica 5 marzo 1876, con la data del 5-6 marzo. La doppia data indicata consentiva la validità del giornale per il pomeriggio del primo giorno e la mattina del giorno seguente. Per il lancio venne scelta la prima domenica di Quaresima (tradizionalmente quel giorno i giornali milanesi non uscivano). Il Corriere sfruttò quindi l'assenza di concorrenza; però, per non inimicarsi l'ambiente, devolse in beneficenza il ricavato del primo numero. La foliazione era di quattro pagine, stampate in 15 000 copie.
Come sede del nuovo giornale fu scelto un luogo di prestigio, la centralissima galleria Vittorio Emanuele. Tutto il giornale era raccolto in due stanze ed era fatto da tre redattori (oltre al direttore) e da quattro operai. I tre collaboratori di Torelli Viollier erano suoi amici:
- Raffaello Barbiera (1851-1934), veneto, che aveva rinunciato al suo impiego al Comune di Venezia per inseguire le sue velleità letterarie[N 3]. Aveva conosciuto Torelli nel salotto della contessa Maffei pochi mesi prima della fondazione del giornale;
- Giacomo Raimondi (1840-1917), l'unico nato nella città dove si pubblicava il giornale, nonché l'unico che aveva già svolto la professione di giornalista. Già collaboratore del quotidiano economico Il Sole e del Gazzettino Rosa (dove si firmava "l'Economista"), l'aveva lasciato quando il periodico aveva deciso di aderire all'Internazionale marxista. Nel 1892 aveva fondato, con l'industriale Riccardo Gavazzi, l'Associazione per la libertà economica. Nel dibattito tra protezionisti e antiprotezionisti, si collocava tra quest'ultimi[18];
- Ettore Teodori Buini, originario di Livorno. Amico personale di Eugenio da dieci anni, colto e poliglotta, aveva viaggiato in tutto il mondo, tanto che Torelli lo aveva definito "personaggio salgariano".

Teodori Buini fu nominato caporedattore. Portò al giornale anche sua moglie, Vittoria Bonaccina, che tradusse alcuni dei romanzi pubblicati sulle pagine del Corriere. La signora Bonaccina non era l'unica donna: collaborò anche la moglie di Torelli, Maria Antonietta Torriani, scrittrice di romanzi d'appendice con lo pseudonimo "marchesa Colombi". Per le indispensabili corrispondenze da Roma si era offerto di collaborare gratuitamente Vincenzo Labanca, vecchio amico di Torelli Viollier. Per l'estero c'erano accordi con l'Agenzia Stefani e la francese Havas.
L'amministratore del giornale era il fratello di Eugenio, Titta Torelli. Il giornale veniva fatto stampare da una tipografia esterna, che possedeva uno stanzone nei sotterranei della Galleria Vittorio Emanuele.
«Pubblico, vogliamo parlarti chiaro. In diciassette anni di regime libero tu hai imparato di molte cose. Oramai non ti lasci gabbare dalle frasi. Sai leggere fra le righe e conosci il valore delle gonfie dichiarazioni e delle declamazioni solenni d'altri tempi. La tua educazione politica è matura. L'arguzia, l'esprit ti affascina ancora, ma l'enfasi ti lascia freddo e la violenza ti dà fastidio. Vuoi che si dica pane al pane e non si faccia una trave d'una fessura. Sai che un fatto è un fatto ed una parola non è che una parola, e sai che in politica, più che nelle altre cose di questo mondo, dalla parola al fatto, come dice il proverbio, v'ha un gran tratto. Noi dunque lasciamo da parte la rettorica [sic] e veniamo a parlarti chiaro.
Noi siamo conservatori. Un tempo non sarebbe stato politico, per un giornale, principiar così. Il Pungolo non osava confessarsi conservatore. Esprimeva il concetto chiuso in questa parola con una perifrasi. Ora dice apertamente: "Siamo moderati, siamo conservatori". Anche noi siamo conservatori e moderati. Conservatori prima, moderati poi. Vogliamo conservare la Dinastia e lo Statuto; perché hanno dato all'Italia l'indipendenza, l'unità, la libertà, l'ordine. In grazia loro si è veduto questo gran fatto: Roma emancipata da' papi che la tennero durante undici secoli. [...]
Siamo moderati, apparteniamo cioè al partito ch'ebbe per suo organizzatore il conte di Cavour e che ha avuto finora le preferenze degli elettori, e - per conseguenza - il potere.[...] L'Italia unificata, il potere temporale de' papi abbattuto, l'esercito riorganizzato, le finanze prossime al pareggio: ecco l'opera del partito moderato.
Siamo moderati, il che non vuol dire che battiamo le mani a tutto ciò che fa il Governo. Signori radicali, venite tra noi, entrate ne' nostri crocchi, ascoltate le nostre conversazioni. Che udite? Assai più censure che lodi. Non c'è occhi più acuti degli occhi degli amici nostri nel discernere i difetti della nostra macchina politica ed amministrativa; non c'è lingue [sic] più aspre, quando ci si mettono, nel deplorarli. [...] Gli è che il partito moderato non è un partito immobile, non è un partito di sazi e dormienti. È un partito di movimento e di progresso.
Sennonché, tenendo l'occhio alla teoria, non vogliamo perdere di vista la pratica e non vogliamo pascerci di parole, e sdegniamo i pregiudizii  liberaleschi. E però ci accade di non voler decretare l'istruzione obbligatoria quando mancano le scuole ed i maestri; di non voler proscrivere l'insegnamento religioso se tale abolizione deve spopolare le scuole governative; di non voler il suffragio universale, se l'estensione del suffragio deve porci in balia delle plebi fanatiche delle campagne o delle plebi voltabili [sic] e nervose delle città. [...]

[Conclusione] A' giornali dello scandalo e della calunnia sostituiamo i giornali della discussione pacata ed arguta, della verità fedelmente esposta, degli studi geniali, delle grazie decenti, rialziamo i cuori e le menti, non ci accasciamo in un'inerte sonnolenza, manteniamoci svegli col pungolo dell'emulazione, e non ne dubitiamo, il Corriere della sera potrà farsi posto senza che della sua nascita abbiano a dolersi altri che gli avversari comuni.»
Nei giorni successivi le vendite del quotidiano si assestarono sulle 3 000 copie. Il prezzo di un numero era di 5 centesimi (un soldo) a Milano, 7 fuori città. Il giornale era così composto: la prima pagina ospitava l'articolo di fondo, la cronaca del fatto più rilevante e i commenti al fatto. La seconda era dedicata alla cronaca politica italiana e straniera. La terza pagina ospitava la cronaca milanese e le notizie telegrafiche. La quarta pagina era dedicata per tre quarti alle inserzioni pubblicitarie e agli annunci economici. I caratteri venivano stampati in corpo 10. Il Corriere andava in macchina alle 14 per essere distribuito circa due ore dopo, e usciva con una doppia datazione (5-6 marzo, per esempio), poiché la lentezza dei trasporti faceva sì che spesso giungesse nelle altre regioni l'indomani. La doppia datazione sarebbe perdurata fino al dicembre 1902. Il primo romanzo d'appendice pubblicato sul foglio di Torelli Viollier fu L'incendiario di Élie Berthet. Nei suoi primi dieci anni di vita il Corriere affidò la raccolta pubblicitaria alla A. Manzoni & C. di Attilio Manzoni.
La realizzazione del Corriere, come di quasi tutti i giornali dell'epoca, era artigianale: la scrittura degli articoli, tranne che per le corrispondenze da Roma, era "fatta in casa", non essendoci cronisti (li aveva solo Il Secolo). La maggior parte del lavoro era affidata alla penna e alle forbici (per i dispacci "adattati") di Torelli Viollier, con un ritmo d'aggiornamento di 2/3 giorni per le notizie interne e di 10/15 per l'informazione proveniente dall'estero. Il giornale non aveva una tipografia propria (con i conseguenti problemi di gestione dell'autonomia del giornale) e limitava al massimo la pubblicazione di disegni e incisioni, che invece erano frequenti sul Secolo. Torelli assunse in redazione delle nuove leve: Luigi Gualdo (che Torelli Viollier aveva conosciuto a Parigi), Raffaele de Cesare (gestirà la famosa rubrica Note Vaticane) e Ugo Sogliani (futuro caporedattore). Per non rimanere troppo distante dal concorrente, Torelli Viollier decise fin dal 1877 di ricevere notizie via telegrafo (da Roma). Il primo telegramma estero giunse da Parigi nel 1878.
Proprio il 1878 fu un anno di svolta. Al principio dell'anno re Vittorio Emanuele II fu colto da un'improvvisa malattia che lo portò alla morte. Tutti i giornali italiani diedero ampio spazio all'avvenimento, ma dopo la sua morte tornarono a pubblicare le solite notizie. Torelli Viollier invece continuò a trattare la notizia della morte del re per un'ulteriore settimana. Ciò fece aumentare le vendite da 3 000 a 5 600 copie; le vendite salirono nel resto dell'anno fino a sfondare a dicembre quota 7 000 copie giornaliere. Nel consueto articolo di fine anno, che Torelli Viollier pubblicava prima delle festività natalizie, il direttore ringraziò i lettori e confermò il suo impegno a trattarli "non come avventori [...], ma come amici e soci in un'impresa comune, giacché come tali li consideriamo, e tali sono".
Dagli anni ottanta Milano iniziò a essere investita da una rapida trasformazione economica e sociale. Un nuovo ceto di commercianti e industriali (di origine né aristocratica, né liberale) si affermò come nuova forza emergente. Il Corriere seppe intercettare questo nuovo pubblico e in pochi anni riuscì ad attirare la sua attenzione. Nel 1881 la tiratura raggiunse stabilmente le 10 000 copie giornaliere. Nell'articolo di fine anno (Programma per l'anno 1882), Torelli annunciò il potenziamento dell'uso del telegrafo per la trasmissione dei pezzi dei corrispondenti, che fino ad allora si erano avvalsi prevalentemente del servizio postale. Il direttore voleva che anche le notizie dall'estero giungessero in tempi rapidi: nel 1882 inviò i primi corrispondenti all'estero, nelle città di Parigi, Londra e Vienna. Nel Programma per l'anno 1883 Torelli annunciò che non avrebbe più utilizzato i rendiconti dell'agenzia Stefani per quanto riguarda i lavori del Parlamento, ma avrebbe raccolto le notizie in proprio.
Nel 1883 il Corriere si dotò finalmente di una tipografia propria. Fu acquistata una nuova rotativa (König & Bauer) capace di produrre 12 000 copie l'ora. Nel sotterraneo lavoravano una ventina di macchinisti e ventiquattro tipografi su tre turni. Il Corriere cominciò a stampare due edizioni al giorno: una nel primo pomeriggio e una seconda in serata. Alla fine del 1885 il giornale produceva quasi esclusivamente notizie in proprio. Torelli Viollier poteva affermare che "ben di rado il Corriere stampa notizie ritagliate da altri fogli e le forbici della redazione, che sono il redattore capo di molti giornali, arrugginiscono".
Dal 1883 al dicembre 1885 la tiratura passò da 14 000 a 25 000. Il Corriere vendeva il 58% delle copie in Lombardia, il 20% tra Piemonte ed Emilia (seguendo le direttrici delle linee ferroviarie), il resto era distribuito in Veneto, Liguria, Toscana e in alcune città delle Marche e dell'Umbria. Nella città di Milano era il secondo quotidiano, davanti a La Perseveranza e dietro a Il Secolo. Tuttavia, mentre il Secolo aveva alle spalle il sostegno di una casa editrice (la Sonzogno), il Corriere doveva contare solamente sulle proprie forze.
La forza del giornale stava nell'alleanza tra Torelli Viollier e il nuovo socio di Busto Arsizio (poi trasferitosi a Milano), Benigno Crespi (1848-1910), fratello del ricchissimo industriale cotoniero Cristoforo Benigno Crespi: Torelli Viollier desideroso di fare un giornale moderno; Crespi attento ai bilanci, ma sensibile a effettuare investimenti, anche cospicui, per mantenere il giornale competitivo. L'ingresso di Crespi quale proprietario e finanziatore del Corriere aveva portato: all'acquisto di una seconda macchina rotativa (che aveva permesso un miglioramento della fattura delle pagine e un aumento consistente delle copie stampate), all'incremento dei servizi telegrafici e all'assunzione di nuovi collaboratori, scelti da Torelli in completa indipendenza. I redattori del Corriere diventarono sedici.
- 1876: 3 299
- 1878: 7 645
- 1881: 10 000
- 1885: 25 000
- 1890: 65 000
- 1900: 90 000

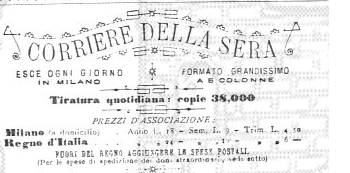
Un avviso pubblicitario del 1887 pubblicato su una rivista di Milano

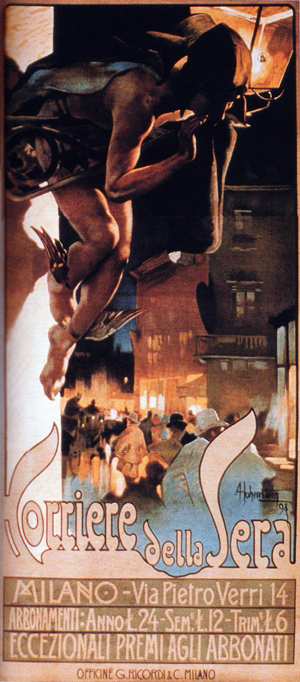
Un manifesto pubblicitario di Adolf Hohenstein del 1898

Nel 1887 il Corriere stipula il primo contratto con una concessionaria di pubblicità, la ditta Haasenstein & Vogler. Il giornale si assicura così un'entrata annuale fissa. Il contratto durerà fino al 1915, quando Luigi Albertini deciderà di gestire autonomamente le inserzioni pubblicitarie.
A partire dalla seconda metà degli anni ottanta le colonne del Corriere ospitarono stabilmente varie rubriche giornaliere, nate sperimentalmente negli anni precedenti. Le principali furono:
- la rubrica letteraria, pubblicata di lunedì (nata nel 1879),
- la Cronaca dalle grandi città, realizzata dagli inviati nelle principali città italiane (dal novembre 1883),
- La Vita, consigli di igiene e di economica domestica (apparsa nel 1885),
- La Legge, dove un esperto legale rispondeva ai lettori (nata nel 1886).

Il quotidiano continuava a pubblicare su ogni numero un romanzo d'appendice a puntate. Le pagine a disposizione erano sempre quattro, di cui una (la quarta) dedicata in gran parte alla pubblicità.
Nel 1886 Torelli Viollier ideò la figura del "redattore viaggiante", ovvero il cronista che sceglieva un itinerario e scriveva tutto quello che vedeva lungo il percorso: fatti, persone, storie, ecc. Nello stesso anno per la prima volta le copie vendute del giornale sorpassarono le copie distribuite in abbonamento. Alla fine del decennio le vendite raggiunsero 60 000 copie, ponendo il Corriere tra i giornali più venduti del Nord Italia.

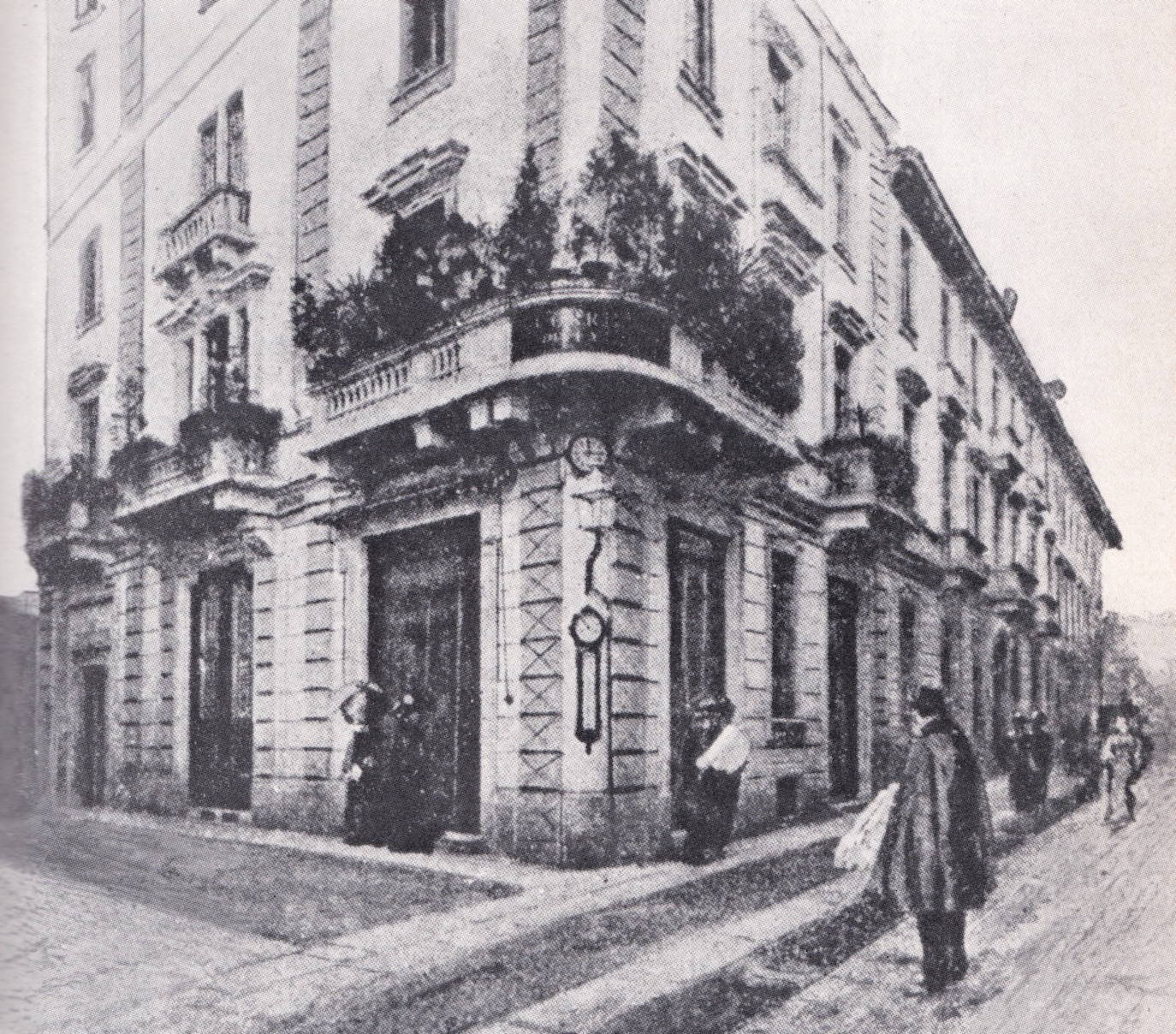
La sede del Corriere dal 1889 al 1904 (via Pietro Verri)

I nomi dei giornalisti che lavoravano al Corriere cominciarono a essere noti: Paolo Bernasconi (inviato a Parigi), Dario Papa, A. Barattani, Carlo Barbiera, Vico Mantegazza. Fece la sua prima comparsa il medico e criminologo Cesare Lombroso. I collaboratori fissi e saltuari erano circa 150. Redattore capo era Ugo Sogliani. A partire dal 1888 il Corriere spostò la prima edizione all'alba e arretrò la seconda edizione al pomeriggio, tradizionalmente letta dai lombardi dopo il lavoro. L'edizione mattutina servì a far arrivare il giornale nelle regioni più lontane entro il giorno di pubblicazione. Nel 1889 il giornale si trasferì in via Pietro Verri, in un palazzo di proprietà di Crespi.

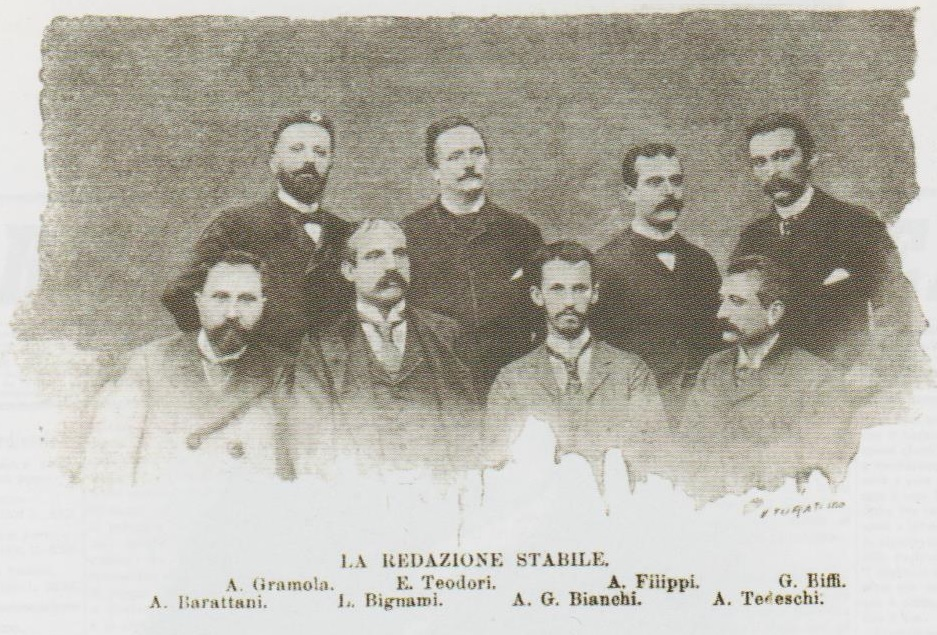
La redazione stabile del Corriere della Sera nel 1890

Nel 1890 venne inaugurata la terza edizione, diversa e con notizie fresche. Le uscite quotidiane furono così scadenzate: la prima veniva distribuita a partire dalle 4 di notte, la seconda dalle 15 e la terza dalle 22:40. La novità che attirò maggiormente la curiosità dei lettori fu il notiziario sportivo. Apparso nel 1892, era curato da Augusto Guido Bianchi (Torino 1868 - Milano 1951), assunto giovanissimo nel 1887 appositamente per coprire il settore ciclistico, che si stava espandendo molto velocemente. Nel 1893 Torelli Viollier autorizzò Bianchi a fondare un settimanale sportivo, Il Ciclo (primo numero: 4 ottobre 1893; dal 1894 La Bicicletta). In tre anni il periodico raggiunse la ragguardevole tiratura di 25 000 copie. Era evidente lo sforzo del Corriere per fornire un prodotto completo al fine di conquistare sempre più larghe fette di mercato. Il Corriere, come gli altri quotidiani più importanti, era un giornale di quattro pagine su cinque colonne, con dimensioni un po' più piccole del formato lenzuolo. A partire dagli anni novanta il Corriere offrì ai suoi lettori notizie di prima mano anche da luoghi diversi dalle capitali europee (si pensi ai corrispondenti di guerra in Africa). Negli anni novanta Torelli Viollier cambiò il concetto grafico della prima pagina: abolì l'appendice (la parte bassa della pagina), che fu sostituita da un articolo letterario (un pezzo di argomento intellettualmente elevato) in quinta colonna, con continuazione nella prima colonna della seconda pagina. Nacque così l'«articolo di risvolto». Adolfo Rossi subentrò a Ugo Sogliani come caporedattore.
Nel 1896 Torelli Viollier potenziò i servizi da Roma nominando Michele Torraca, parlamentare e giornalista professionista, capo dell'ufficio romano del Corriere. In settembre assunse il venticinquenne Luigi Albertini come segretario di redazione, ruolo inesistente all'epoca in Italia e ritagliato su misura: Albertini mostrava già spiccate doti organizzative ed elevate conoscenze tecniche, mentre non aveva alle spalle una solida carriera giornalistica. Albertini si impose agli occhi dei colleghi per il piglio organizzativo e la capacità decisionale, doti che espresse anche in occasione delle proteste di maggio del 1898, quando decise di mandare tutto il personale direttamente nelle strade di Milano, in cerca di nuove notizie.
Proprio i fatti di maggio segnarono una svolta nella direzione del quotidiano. La linea di Torelli Viollier venne messa in discussione finché il 1º giugno il fondatore decise di rassegnare le dimissioni. I proprietari insediarono alla direzione l'editorialista e deputato di area conservatrice Domenico Oliva. Nel resto dell'anno Luigi Albertini, ancora lontano dai vertici del Corriere, viaggiò nelle principali capitali europee per studiare la fattura dei più moderni quotidiani stranieri, accrescendo il proprio bagaglio di conoscenze organizzative.

### L'era Albertini
Il bilancio del Corriere della Sera 1899/1900 vide un ridimensionamento delle principali voci del giornale. Nell'assemblea del 14 maggio 1900 i proprietari espressero le loro preoccupazioni per il futuro della testata. Luigi Albertini, che era stato promosso direttore amministrativo all'inizio dell'anno, si unì al coro esprimendo le proprie rimostranze sulla gestione. Oliva per tutta risposta rassegnò le dimissioni. Il 26 aprile era morto Eugenio Torelli Viollier. In luglio i proprietari assegnarono ad Albertini l'incarico di gerente responsabile (cioè direttore editoriale); Albertini entrò anche nel capitale sociale con una piccola partecipazione. Non fu nominato nessun nuovo direttore politico (oggi direttore responsabile), per cui in ottobre Albertini riunificò le funzioni di direttore editoriale e direttore responsabile. Meno di due anni dopo fu raggiunto in via Solferino dal fratello minore Alberto, che rimase al suo fianco per tutta la durata della sua esperienza al Corriere.
- 1903: 76 000
- 1904: 94 000
- 1905: 112 000
- 1906: 150 000
- 1910: 200 000
- 1911 (ottobre)[N 13]: 275 000
- 1913: 350 000

Fonte: Andrea Moroni, Alle origini del «Corriere della Sera» (2005).

Luca Beltrami (1854-1933), progettista della storica sede di Via Solferino

Albertini confermò Vittorio Banzatti nella carica di redattore capo, cui succedette nel 1903 Oreste Cipriani. Il segretario di redazione fu Andrea Marchiori. In soli quattro anni Albertini seppe raddoppiare le vendite portandole da 75 000 a 150 000, surclassando il diretto concorrente «Il Secolo» (nelle pubblicità, «Il Secolo» si fregiava del titolo di "più diffuso quotidiano italiano") e diventando il primo quotidiano italiano per diffusione. Nascono in questo periodo alcuni periodici collegati al prodotto-Corriere pensati per un pubblico eterogeneo: «La Domenica del Corriere» (8 gennaio 1899), popolare, «La Lettura» (gennaio 1901), diretto dal commediografo Giuseppe Giacosa e rivolto al pubblico colto, il «Romanzo mensile» (aprile 1903), che raccoglie i romanzi d'appendice pubblicati a puntate sul «Corriere», il «Corriere dei Piccoli» (27 dicembre 1908), periodico illustrato per ragazzi. Nel 1901 il Corriere festeggia i 25 anni di vita. Per dare risonanza all'evento organizza, insieme con l'Automobile Club di Torino, il Giro d'Italia in automobile, la prima manifestazione del genere mai disputata in Italia. I chilometri da percorrere furono circa 1.650. La corsa partì da Torino ed arrivò a Milano attraversando longitudinalmente la penisola.
Intanto, nel 1904 il giornale si era trasferito in un nuovo grande stabilimento, con oltre mille addetti: un palazzo, modellato sulla sede del «Times» di Londra) progettato da Luca Beltrami. Da allora il «Corriere» mantenne sempre lo stesso indirizzo: Via Solferino 28. In tipografia vennero installate le quattro nuove rotative Hoe, fatte venire dagli Stati Uniti. La nuova tecnologia consentì di portare la foliazione prima a 6 pagine, poi a 8. La prima pagina venne ridisegnata a sei colonne. Albertini decise di potenziare anche l'approvvigionamento di notizie dall'estero, stringendo accordi di collaborazione con i quotidiani stranieri. Dapprima raggiunge un accordo con il francese «Le Matin». Il quotidiano parigino aveva già un'intesa con il quotidiano britannico «The Standard»; ciò consentì al Corriere di ottenere informazioni anche sui fatti riguardanti il Regno Unito e gli USA. Sempre desideroso di migliorare l'approvvigionamento informativo, Albertini volle avere notizie dal Regno Unito in tempo reale. A questo scopo nel marzo del 1905 strinse un accordo diretto con il «Daily Telegraph». L'intesa consacrò il Corriere a livello internazionale. Inoltre consentì ad Albertini di sostituire «Le Matin», le cui fortune erano in calo, con il ben più diffuso «Petit Journal».
In lire italiane:
- 1900: 260 272
- 1903: 256 191
- 1906: 408 506
- 1909: 767 253
- 1912: 1 295 195
- 1915: 2 147 467
- 1918: 3 424 125
- 1921: 12 301 666[N 20]

Fonte: Lorenzo Benadusi,
Il «Corriere della Sera» di Luigi Albertini (2012)
Nel 1907 il Corriere pubblicò i reportage del proprio inviato più famoso, Luigi Barzini dal raid Pechino-Parigi. Gli articoli, apparsi in Terza pagina, conferirono al quotidiano milanese e al suo inviato speciale una risonanza mondiale. Al successo della Terza del «Corriere» contribuirono in maniera decisiva anche gli elzeviri di Ettore Janni, critico letterario, e Ugo Ojetti. Il 18 dicembre 1907 da Fort Monroe, negli Stati Uniti, Barzini trasmise in esclusiva italiana per il Corriere il primo articolo via telegrafo senza fili. Nel 1908 il quotidiano milanese, memore del successo del primo Giro automobilistico d'Italia tenutosi qualche anno prima, progettò di lanciare con il Touring Club Italiano e la Bianchi il Giro ciclistico d'Italia. Ma la concorrente Gazzetta dello Sport lo bruciò sul tempo, organizzando essa stessa il Giro d'Italia per il 1909.
Durante la campagna di Libia (1911-12), sapendo che l'interesse del pubblico sarebbe stato altissimo, Albertini mandò in Tripolitania i suoi migliori inviati, tra cui Luigi Barzini e Guelfo Civinini. Attestato su posizioni liberal-conservatrici, il Corriere si schierò contro la politica di Giovanni Giolitti. Nel periodo del neutralismo italiano (1914-15) Albertini mantenne il giornale su una posizione di prudente attendismo pacifista. Il sostegno agli interventisti fu dichiarato pochi mesi prima dell'entrata in guerra. Con la direzione di Albertini il Corriere conobbe un crescendo inarrestabile: 275 000 copie nel 1911, che salirono a 400 000 nel 1918, grazie all'interesse per la guerra mondiale, per toccare quota 600 000 nel 1920. La "macchina" del Corriere era guidata da Eugenio Balzan, direttore amministrativo dell'azienda-Corriere, noto per la sua puntigliosità nel sorvegliare i conti. Tra il corpo redazionale vanno segnalati: Augusto Guido Bianchi, redattore sportivo; Oreste Rizzini, caporedattore della politica estera; Giacomo Raimondi, decano del «Corriere», esperto di materie economiche e finanziarie (Luigi Einaudi fu il suo successore); Alberto Colombani, titolare della critica musicale, mentre quella teatrale è di competenza di Giovanni Pozza (verrà sostituito nel 1914 da Renato Simoni). La rubrica sportiva è a cura di Adolfo Cotronei.
Scrivevano per la Terza pagina del quotidiano milanese molte fra le firme più prestigiose della cultura italiana, come Gabriele D'Annunzio, Benedetto Croce, Luigi Pirandello, Grazia Deledda, Ada Negri, Renato Simoni, Giuseppe Antonio Borgese, Francesco Pastonchi e Massimo Bontempelli. Fuori dall'ambito strettamente letterario si annoverano il politologo Gaetano Mosca e il giurista Francesco Ruffini e, soprattutto, l'economista Luigi Einaudi. La collaborazione di Einaudi al quotidiano milanese, durata ben 21 anni, cominciò nel 1904, dapprima in forma anonima e dal 1906 firmando i propri articoli.
Albertini ottenne un contratto d'assoluta esclusiva con i prestigiosi collaboratori, accorgimento che permise al giornale di realizzare pagine culturali di altissimo livello. Nell'ottobre del 1921 Luigi Albertini fu designato membro della missione italiana alla Conferenza sul disarmo negli armamenti navali di Washington. Cedette formalmente la direzione al fratello Alberto, lasciandogli così tutte le funzioni operative.

### IlCorrieredurante il Ventennio
Il Corriere della Sera si mostrò molto distaccato nei confronti dell'uomo politico emergente nell'Italia del 1922: Benito Mussolini. Il 27 ottobre, nell'imminenza della marcia su Roma, Mussolini contattò personalmente Luigi Albertini chiedendo al giornale di tenere una linea neutrale. Il tentativo non ebbe effetto. Per ritorsione, quella stessa notte il comando militare fascista di Milano ordinò ai miliziani di porsi davanti all'uscita della tipografia, impedendo così l'uscita del quotidiano il giorno 28. Il governo Mussolini mostrò insofferenza per l'indipendenza politica del giornale, già a partire da quel giorno. Dopo il delitto Matteotti (avvenuto il 10 giugno 1924) il Corriere, nonostante i tentativi d'intimidazione, rappresentò la voce indipendente e più autorevole contro il regime. La tiratura toccò alte vette: ottocentomila copie nei giorni feriali ed un milione la domenica.
Dal giugno 1924 al novembre 1925 furono effettuati centinaia di sequestri di copie del Corriere in varie parti d'Italia, di cui 12 ordinati dalla sola Prefettura di Milano. Il 2 luglio 1925 il prefetto di Milano Vincenzo Pericoli inviò agli Albertini una formale diffida, che implicava una minaccia di soppressione della testata. Nel novembre 1925, dopo una serie di diffide e intimidazioni, il regime fascista ottenne le dimissioni di Albertini dalla direzione e la sua uscita dalla società editrice del quotidiano. Tramite cavilli giuridici, la famiglia Crespi, detentrice della maggioranza delle quote della società, ne acquistò anche la quota in mano agli Albertini, rimanendo il proprietario unico. Il 28 novembre Albertini scrisse il suo ultimo articolo di fondo.
Dopo l'uscita di scena di Albertini lasciarono il giornale: Alberto Tarchiani (redattore capo dal 1919), Mario Borsa e Carlo Sforza (editorialisti di politica estera), Luigi Einaudi (editorialista di economia), Francesco Ruffini (giurista e storico), Augusto Monti (esperto di pedagogia e problemi dell'istruzione), Ettore Janni (critico letterario), Guglielmo Emanuel e Luciano Magrini (inviati speciali) ed altri redattori e inviati. Eugenio Balzan, il direttore amministrativo, rimase invece al suo posto. La direzione fu affidata temporaneamente a Pietro Croci, corrispondente da Parigi. Gli subentrò Ugo Ojetti, mente più incline alla letteratura che alla politica. Ojetti assunse Orio Vergani, che divenne una delle firme di punta del Corriere; inoltre decise il cambiamento nell'aspetto grafico della pagina, che passò da sei a sette colonne. Ojetti guidava il giornale da Milano, ma la pagina politica del Corriere era fatta a Roma, dove il regime aveva collocato un suo uomo, Aldo Valori.
Ad Ojetti seguì la debole direzione di Maffio Maffii, durante la quale iniziò la fascistizzazione del quotidiano milanese. Sotto l'imposizione del regime, il Corriere si conformò alle esigenze della dittatura: uso tassativo dell'agenzia ufficiale Stefani e delle disposizioni di Achille Starace, il vice segretario del Partito Nazionale Fascista. Nel 1928 venne assunto il ventiduenne Dino Buzzati. Fece una lunga carriera al Corriere e nei settimanali del gruppo.
Alla fine del 1928 sbarcò a via Solferino un giornalista di professione, Aldo Borelli, proveniente dalla direzione de La Nazione di Firenze. Borelli fu un giornalista di regime: lasciò che ad occuparsi della politica fosse la redazione romana, che riceveva e pubblicava le veline del governo. Inoltre, seguì le direttive del regime con particolare zelo, invitando redattori e collaboratori del giornale a scrivere articoli razzisti e antisemiti. Un altro emblematico esempio dell'atteggiamento antiebraico di Borelli è dato dalla censura che impose alle notizie relative alle persecuzioni inflitte dai nazisti agli ebrei e ai polacchi. Confermò il capo redattore Oreste Rizzini e si concentrò sulla pagina culturale. Continuarono a collaborarvi le grandi firme dei tempi di Albertini: Bontempelli, Borgese, Croce, D'Annunzio, Ada Negri, Pirandello, Simoni e Pastonchi. Ad essi si aggiunsero: Corrado Alvaro, Silvio D'Amico, Giovanni Gentile, Arnaldo Fraccaroli, Giovanni Papini e Attilio Momigliano. Consulente di Borelli per le pagine culturali fu il critico Pietro Pancrazi.
Nel 1929 il Corriere cominciò a pubblicare anche recensioni cinematografiche. La novità fu accolta inizialmente con sorpresa, poiché il cinema era ritenuto un argomento «non serio», ma i brillanti articoli di Filippo Sacchi fecero ricredere anche i più diffidenti. Nel 1934 il Corriere si dotò di una nuova rotativa Hoe. Nello stesso anno cominciò a produrre in proprio le fotografie da pubblicare sul giornale. Nel 1935 anche Borelli, come Ojetti pochi anni prima, decise un aumento delle colonne della pagina, che passarono da 7 a 8. Alcuni numeri dell'azienda-Corriere: nel 1935 lavoravano per il giornale (e i suoi periodici illustrati) quasi 1500 persone, fra redattori, collaboratori, tipografi, impiegati. Durante gli anni trenta Borelli assunse una schiera di giovani che, negli anni seguenti, divennero tra i migliori giornalisti italiani: Indro Montanelli (che al giornale conobbe Dino Buzzati, di cui divenne grande amico), Guido Piovene, Paolo Monelli e Gaetano Afeltra. Nel 1936 fu assunto Michele Mottola, destinato a diventare, negli anni cinquanta, vicedirettore.
Nel 1939 uscì in prima pagina un lungo articolo a firma di Benito Mussolini che illustrava le proprie idee sulla storia. Accanto si pubblicò il manifesto di Walter Resentera che celebrava l'anniversario dei Sansepolcristi, i fasci di combattimento. Fu una delle cause della damnatio memoriae di Resentera, valente pittore, nel dopoguerra.

Prima pagina del «Corriere della Sera» con l'annuncio dell'armistizio

Il 10 giugno 1940 l'Italia entrò in guerra. Il 14 febbraio 1943 la sede del Corriere fu bombardata. I danni furono ingenti, ciò costrinse l'editore a trasferire in periferia tre rotative e altri macchinari. Il 25 luglio del 1943, alla caduta del fascismo, Borelli pagò per tutti e fu allontanato, venendo sostituito da Ettore Janni, il più anziano degli antifascisti di via Solferino. Dal 3 agosto l'edizione pomeridiana (esistente sin dal 1902) uscì con una propria testata: «Il Pomeriggio» (e la sottotestata «Corriere della Sera»), sotto la direzione di Filippo Sacchi. L'esperimento di doppia direzione ebbe breve durata, terminando l'8 settembre.
Dopo l'8 settembre, e la successiva occupazione nazista di Milano, Janni e Sacchi ripararono all'estero. Si autosospesero dal giornale sedici redattori: alcuni entrarono nelle file della Resistenza, altri si allontanarono da Milano, altri ancora si nascosero da amici e conoscenti. Furono tutti considerati dimissionari (quindi licenziati) dalla gerenza della società editrice.
Durante il regime della Repubblica Sociale fu posto alla direzione del quotidiano Ermanno Amicucci. Tra il 24 giugno e il 18 luglio 1944 uscì una serie di articoli intitolati Storia di un anno. La ricostruzione andava dall'ottobre 1942 all'otto settembre 1943. La serie riscosse subito un grande interesse. Alla 19ª ed ultima puntata il direttore Amicucci rivelò che l'autore degli articoli era Benito Mussolini. Il 25 aprile 1945 uscì l'ultimo numero.

### Dal 1945 al 1973

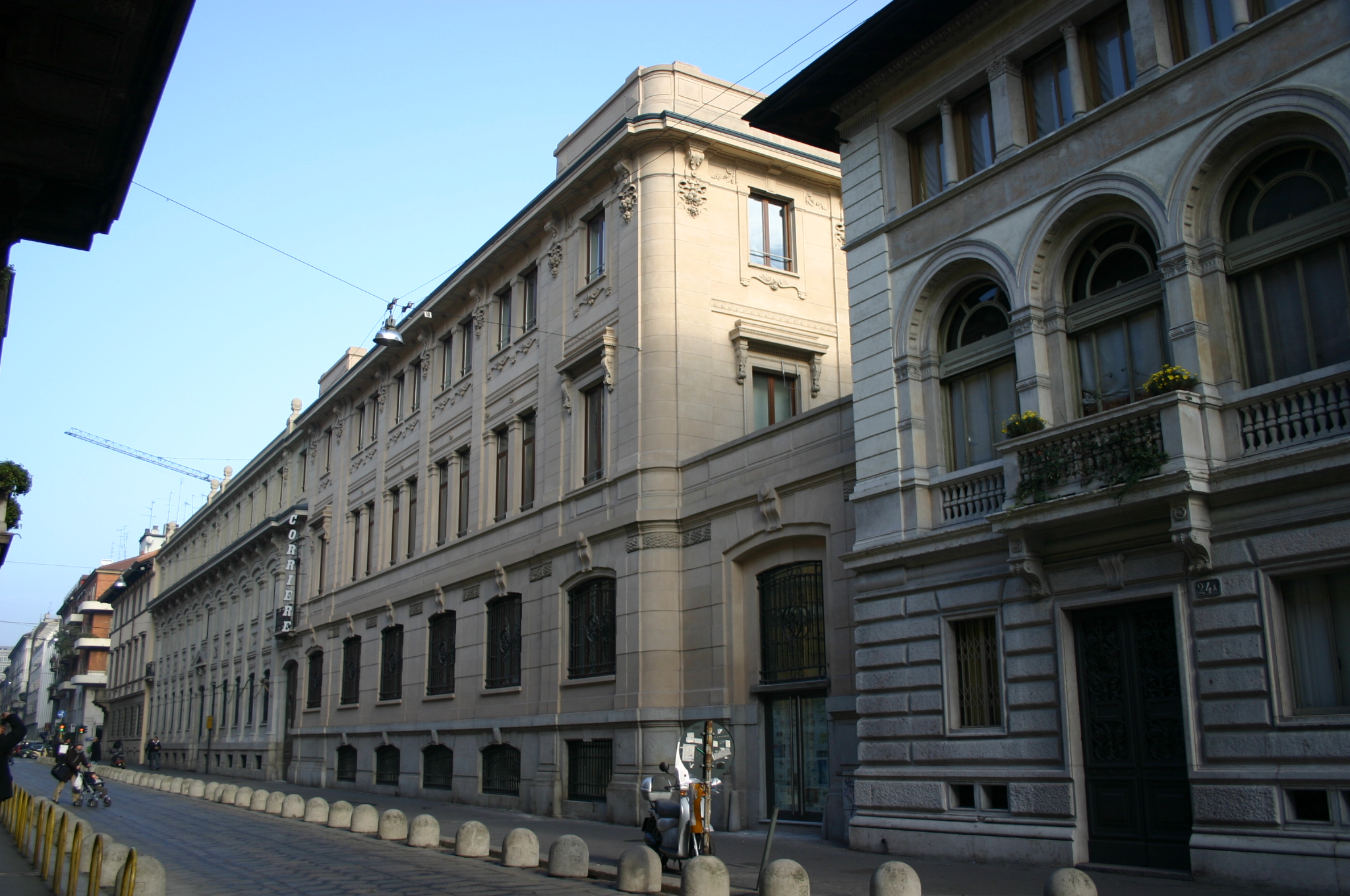
La storica sede del Corriere della Sera in via Solferino a Milano

Prima pagina del Corriere con gli esiti del referendum istituzionale del 1946

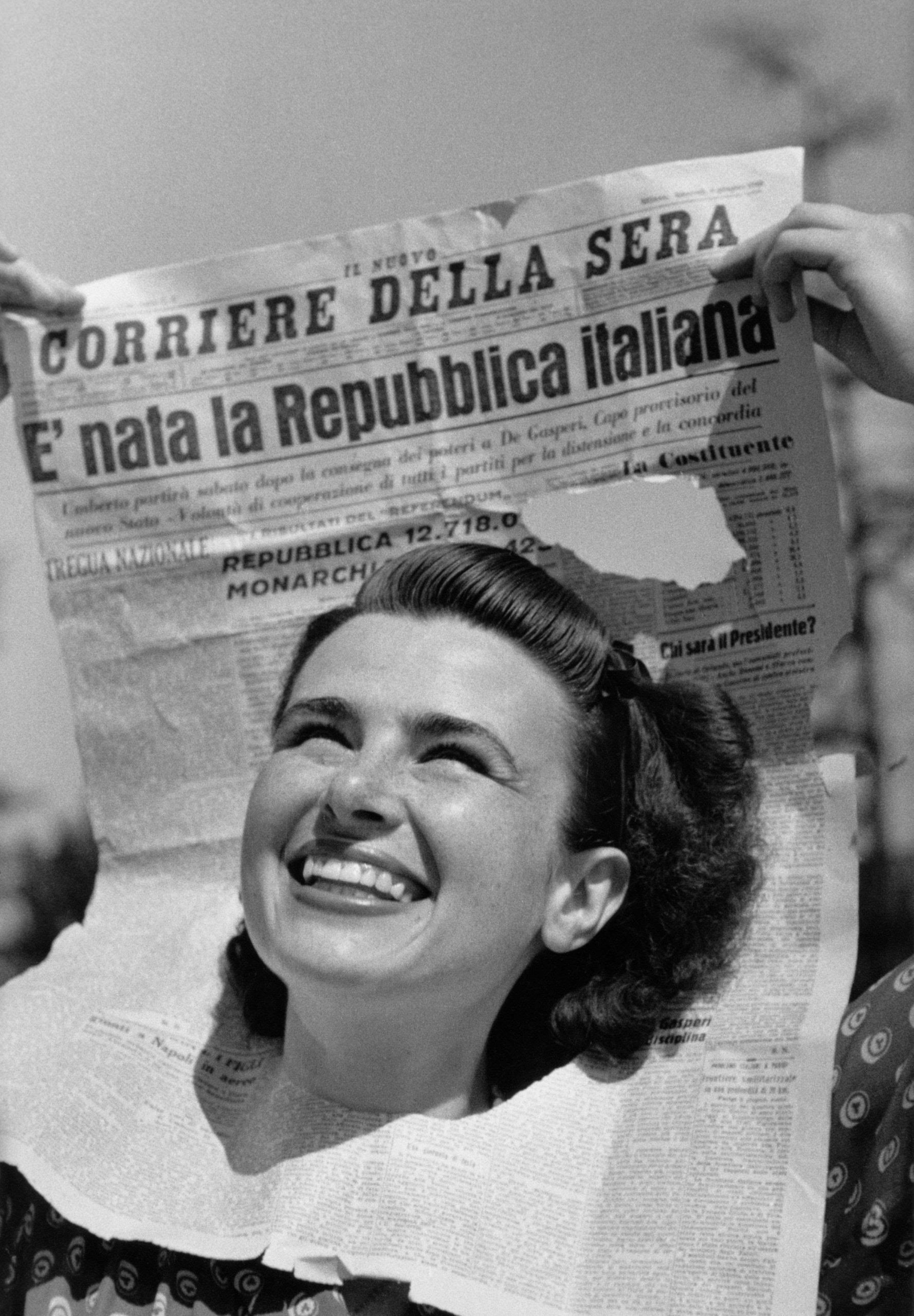
È nata la repubblica (foto di Anna Iberti)

Un mese dopo la sospensione imposta dal Comitato di Liberazione Nazionale (27 aprile - 21 maggio 1945), il quotidiano torna in edicola con la testata Corriere d'Informazione. L'anno successivo esce come Il Nuovo Corriere della Sera (la testata Corriere d'Informazione passò all'edizione del pomeriggio, avvalendosi di una propria redazione separata). Il quotidiano uscì in un unico foglio: nella prima pagina si trovavano le notizie nazionali e internazionali; la seconda pagina, sotto l'intestazione Corriere milanese, ospitava la cronaca di Milano e della provincia.
Il nuovo direttore designato dal CLN, l'azionista Mario Borsa, segnò una netta rottura con il passato, pubblicando editoriali coraggiosi sulla necessità dell'Italia di fare i conti con la dittatura e di chiudere subito con la Monarchia. In occasione del referendum istituzionale del giugno 1946, Borsa schierò il Corriere in favore della Repubblica. Il suo articolo di fondo terminava con queste parole: «Paura di che? Del famoso salto nel buio? Lo credono i nostri lettori: il buio non è nella Repubblica o nella Monarchia. Il buio, purtroppo, è in noi, nella nostra ignoranza, o indifferenza, nelle nostre incertezze, nei nostri egoismi di classe o nelle nostre passioni di parte».
Nel frattempo la famiglia Crespi è ritornata proprietaria del Corriere dal 1º gennaio 1946. Alla fine dell'estate i Crespi sostituiscono Borsa con il liberale Guglielmo Emanuel. La conduzione di Emanuel, che firma il Corriere dal 7 agosto, si rifà prettamente allo stile albertiniano; il nuovo direttore ripristina anche il rigoroso rispetto delle gerarchie. Principale editorialista (fino al 1953) è Cesare Merzagora. Il Corriere di Emanuel vende in media 405 000 copie.
Nel 1952 i fratelli Mario, Vittorio e Aldo Crespi chiamarono alla direzione Mario Missiroli, proveniente dal Messaggero. Al suo arrivo, Guido Piovene lasciò via Solferino mentre ritornò Enrico Massa, che era uscito dal Corriere nel 1925 (con Luigi Albertini). Fu chiuso il mensile d'informazione bibliografica La Lettura, nato nel 1901. Missiroli promosse Gaetano Afeltra, uno degli uomini-macchina del giornale, caporedattore centrale. Diventerà il suo alter ego. A questo tandem si aggiunse l'altro caporedattore centrale, Michele Mottola. Nel 1953 il direttore assunse Panfilo Gentile, e Giovanni Spadolini come editorialisti (quest'ultimo dopo soli due anni verrà chiamato alla direzione del Resto del Carlino).
Il Corriere si trovava in un periodo d'oro: sia il quotidiano che La Domenica del Corriere primeggiavano nel proprio settore, con vendite in crescita. L'azienda di via Solferino decise di aprire un nuovo stabilimento-stampa, per fare fronte alle crescenti tirature del settimanale. Nel 1958 il Corriere diventò il primo giornale italiano ad impiegare un elaboratore elettronico per calcolare i dati di vendita nelle edicole. Nello stesso anno iniziarono i lavori di ampliamento della sede. Lo stabilimento fu allargato con l'aggiunta di un nuovo edificio in cemento, vetro e acciaio, all'angolo tra via Moscova e via San Marco. Fu installata una nuova rotativa, una "Man"; il nuovo edificio ospitò anche gli uffici della diffusione. I lavori si conclusero nel 1963.
In quegli anni furono valorizzati i più illustri giornalisti, editorialisti, inviati speciali, corrispondenti dall'estero mai avuti dal Corriere: Domenico Bartoli, Luigi Barzini, Dino Buzzati, Egisto Corradi, Max David, Enzo Grazzini, Eugenio Montale, Indro Montanelli, Giovanni Mosca, Vittorio G. Rossi, Orio Vergani, Gino Fantin, Enrico Emanuelli, Augusto Guerriero, Silvio Negro, Carlo Laurenzi, Ennio Flaiano e tanti altri. La linea politica di Missiroli era un misto di cauto equilibrismo e di equidistanza dai partiti. Impose ai giornalisti la consegna di non cercare nessuna notizia in esclusiva, sostenendo che ci si dovesse attenere scrupolosamente ai lanci ufficiali delle agenzie di stampa.
- 1962: 380 000
- 1963: 406 000
- 1964: 425 000
- 1965: 441 000
- 1966: 457 000[49]
- 1976: 654 818[50]

All'inizio degli anni sessanta la proprietà assunse la convinzione che il Corriere dovesse rinnovarsi. Due fatti apparirono particolarmente significativi: 1) Il concorrente Il Giorno, più moderno e scattante, stava intercettando molti nuovi lettori; 2) La concorrente Rizzoli annunciò (1961) l'uscita di un quotidiano nato da una costola del settimanale Oggi: Oggi quotidiano. Per la direzione del nuovo giornale i Rizzoli puntarono su Gianni Granzotto, che aveva 47 anni, contro i 75 del direttore del Corriere. I fratelli Crespi decisero che Missiroli avesse fatto il suo tempo e rescissero il contratto. Però non intesero cambiare la linea del giornale: come successore scelsero non un antimissiroliano, bensì un Missiroli giovane.
Il primo candidato fu Giovanni Spadolini: aveva solo 36 anni ma era già direttore di un quotidiano da oltre 100 000 copie: il Resto del Carlino di Bologna. Missiroli lo considerava il suo «delfino» ma la scelta, oltre a dividere la famiglia Crespi, provocò la minaccia di dimissioni da parte di otto firme di prestigio, tra cui Indro Montanelli (secondo Mario Cervi, inizialmente Montanelli avrebbe proposto ai Crespi di nominare direttore Mario Pannunzio). Per uscire dall'impasse, la proprietà negoziò con gli otto giornalisti la nomina di Alfio Russo, l'ex corrispondente da Parigi, che qualche anno prima aveva lasciato il Corriere per andare a dirigere La Nazione di Firenze. Gaetano Afeltra, direttore del Corriere d'Informazione, fu nominato vicedirettore del Corriere (tuttavia si dimetterà ben presto per contrasti con Russo). Michele Mottola divenne il secondo vicedirettore. Le cariche di direttore dell'edizione del mattino e del pomeriggio vengono riunificate. Arturo Lanocita fu promosso caporedattore centrale.
Alfio Russo portò con sé da Firenze alcuni giovani che diventarono giornalisti di prim'ordine: Giovanni Grazzini, Gianfranco Piazzesi, Leonardo Vergani (scomparso poi prematuramente), Giuliano Zincone e Giulia Borghese, la prima giornalista donna assunta al Corriere. Il nuovo corso fu avvertito immediatamente dai lettori. Nel luglio 1962 fu pubblicata un'inchiesta di Indro Montanelli sull'Eni di Enrico Mattei. L'inchiesta, uscita a puntate dal 13 al 17 luglio, dimostrò che la politica estera italiana non era quella stabilita dal governo, ma quella dell'Eni, e che Mattei aveva fatto pagare il metano oltre il dovuto per finanziare la ricerca di un petrolio che in Italia non esisteva e per costringere i governi ad attuare una politica filoaraba, in modo da portare gli Stati arabi a rompere il monopolio delle Sette sorelle con continui rialzi di prezzo del greggio (prezzi che poi ricadevano sul consumatore italiano). In seguito Mattei scrisse una lettera formale molto risentita, mentre l'Eni tolse la pubblicità al quotidiano milanese (la pubblicità rendeva annualmente 700 milioni).
I primi anni della direzione di Russo furono volti a contrastare l'ascesa del principale concorrente sulla piazza di Milano: Il Giorno. Raccontava i fatti di cronaca con un taglio nuovo e pubblicava un inserto sportivo il lunedì che aveva molto successo. Russo corse ai ripari: trasformò sia la cronaca che lo sport. Venne promosso alla direzione della cronaca di Milano Franco Di Bella, mentre a capo dello sport fu chiamato Gino Palumbo. Inoltre fu inaugurata la rubrica delle lettere al direttore, che al Corriere non esisteva, segno che Russo intese adottare un approccio meno intellettuale. Nel 1963 ruppe lo schema tradizionale della foliazione inserendo le «pagine speciali»: da quella letteraria a quelle dedicate ai giovani, alle donne, alle scienze, ai motori, all'economia e alla finanza. L'orientamento del quotidiano restò moderato e liberale, con uno sguardo attento e critico verso il centrosinistra, tanto che in quello stesso 1963, all'indomani dell'ingresso dei socialisti nel governo Moro, Russo sostituì tutti i redattori politici: Aldo Airoldi, notista, Goliardo Paoloni, Alberto Ceretto e Tommaso Martella, resocontisti rispettivamente di Palazzo Chigi, della Camera e del Senato. Gli inviati di punta divennero Piero Ottone, Alberto Cavallari ed Enzo Bettiza, questi ultimi nati nel 1927 (nel 1964 avevano appena 37 anni).
Dopo il disastro del Vajont (9 ottobre 1963), il Corriere lanciò una sottoscrizione pubblica per aiutare le popolazioni rimaste senza casa. La sottoscrizione batté largamente quella indetta dalla televisione di Stato. Tant'è che il Comune di Vajont dedicò una piazza del proprio paese chiamandola Piazza del Corriere della Sera in segno di riconoscenza verso il giornale milanese. È del 1965 uno scoop internazionale: l'intervista a Papa Paolo VI, realizzata da Alberto Cavallari (la prima intervista italiana a un Papa era stata concessa da Papa Giovanni XXIII a Indro Montanelli). In occasione della Fiera di Milano del 1964 il Corriere uscì per la prima volta a 32 pagine.
Il Corriere di Russo fornì un'ampia copertura anche degli avvenimenti esteri: quando la Grecia, nel 1967, venne rovesciata dalla dittatura dei colonnelli, il Corriere della Sera fu l'unico giornale italiano a mandare sul posto un proprio inviato, Mario Cervi. Infine, il Corriere mantenne in pianta stabile in Vietnam Egisto Corradi, che inviò dall'Estremo oriente memorabili corrispondenze. Sul finire degli anni sessanta, i nuovi equilibri in seno alla famiglia Crespi resero necessario un avvicendamento al vertice del giornale. A sostituire Alfio Russo venne chiamato Giovanni Spadolini, già candidato in pectore sette anni prima. Piero Ottone e Alberto Cavallari, molto vicini ad Alfio Russo ed entrambi aspiranti alla successione, non presero bene la decisione dell'editore. Lasciarono il giornale, l'uno per dirigere Il Secolo XIX di Genova l'altro Il Gazzettino di Venezia.
Di solito la direzione del quotidiano rappresentava il coronamento della carriera per un giornalista. Vedere arrivare in via Solferino un professionista in piena ascesa fu un'assoluta novità, tanto che per la prima volta una troupe della Rai vi si recò per intervistare il nuovo direttore. Spadolini, uomo di cultura e professore universitario, allargò la schiera dei collaboratori alla terza pagina, chiamando Leonardo Sciascia, Giacomo Devoto, Denis Mack Smith, Leo Valiani, Goffredo Parise (inviato in Cina e in Biafra) e Alberto Arbasino. Gaspare Barbiellini Amidei scrisse di cultura e attualità: altre firme illustri sono Giorgio Bassani, Manlio Cancogni, Guido Calogero e Piero Chiara. Spadolini promosse Dino Buzzati, che aveva stabilito il record di vendite de La Domenica del Corriere, portandolo dentro il quotidiano come critico d'arte. Leopoldo Sofisti fu nominato caporedattore. Fu promosso al rango di condirettore Michele Mottola, mentre Gian Galeazzo Biazzi Vergani fu nominato vicedirettore. Fra gli altri giornalisti assunti da Spadolini vanno ricordati Piero Ostellino, Francesco Ricciu e Luca Goldoni. La linea politica spadoliniana era ben delineata fin dal primo articolo di fondo intitolato Il dialogo: il nuovo direttore si dichiarò fautore di un'alleanza del centro con la sinistra riformista.
Il 1968 fu l'anno della contestazione studentesca, e il Corriere della Sera fu oggetto di un attacco, in quanto «simbolo borghese», il 12 aprile, pochi giorni dopo l'insediamento di Spadolini. Del gruppo di manifestanti fece parte anche l'editore Giangiacomo Feltrinelli. Il Corriere raccontò i maggiori eventi che coinvolsero gli atenei universitari e intervistò i massimi intellettuali dell'epoca: Ugo Stille incontrò Herbert Marcuse; Enzo Bettiza, inviato a Parigi, parlò con Raymond Aron, Emil Cioran, Eugène Ionesco, Claude Lévi-Strauss, Edgar Morin, Jean-François Revel, Jean-Paul Sartre, Jean-Jacques Servan-Schreiber ed altri. Nello stesso anno fu pubblicata la prima intervista fatta dal quotidiano al leader storico del socialismo italiano, Pietro Nenni. Seguì, l'anno seguente, la prima intervista del Corriere ad un leader del partito comunista, Luigi Longo (realizzata da Enzo Bettiza).
Nel 1969 scoppiarono forti agitazioni sindacali che culminarono nei mesi tra settembre e dicembre, periodo ricordato come «autunno caldo». Spadolini, per spiegare le violenze del tempo, coniò la formula «opposti estremismi», che presto venne ripresa dagli altri organi d'informazione.
L'8 novembre 1969 rimase ferito Aldo Mariani, cronista del Corriere d'Informazione. Alla fine dell'anno il Corriere di Spadolini vantava una diffusione media giornaliera di 630 000 copie, che aumentava a 710 000 per l'edizione del lunedì.
Nel 1970, dopo la sanguinosa strage di piazza Fontana, il Corriere inizialmente seguì la linea dettata dalla Procura di Milano, che accusò formalmente gli anarchici di essere gli autori dell'attentato. In un secondo tempo via Solferino prese le distanze dal dibattito politico e ritornò al ruolo collaudato di osservatore equidistante. Ma questa linea, improntata al garantismo, rende più impopolare Spadolini alla sinistra, attirando la rabbia dei contestatori e dell'universo giovanile.
Via Solferino si mantenne neutrale anche in occasione delle elezioni per il Presidente della Repubblica svoltesi nel dicembre 1971. Nel gennaio di quell'anno il Corriere era ai massimi livelli di vendita: veleggiava sulla quota record di 620 000 copie di tiratura e 500 000 di vendita media giornaliera. La pubblicità portava nelle casse del giornale nove miliardi all'anno. La Domenica del Corriere vendeva 850 000 copie e raccoglieva anch'essa miliardi di pubblicità. Il Corriere d'Informazione, anche se economicamente passivo, era sulle 130 000 copie. A partire dall'inizio del 1971 e fino al febbraio-marzo del 1972, le vendite subirono un calo.
All'inizio degli anni settanta entrò nell'attività del giornale Giulia Maria Crespi, figlia di Aldo e unica erede di famiglia, che debuttò creando l'ORGA (un'organizzazione che portò per la prima volta il bilancio del giornale in rosso), e successivamente volle dirigere la linea politica. Con l'arrivo della Crespi fu infranta la regola che aveva contraddistinto la vita del quotidiano, ossia l'equidistanza politica: da quel momento i partiti politici fecero pressioni perché i propri iscritti rappresentassero la redazione. I nuovi dirigenti del sindacato avevano il sostegno dei comunisti e pretesero che i comitati di redazione dei giornali agissero in sintonia con i consigli di fabbrica, di cui la CGIL aveva la maggioranza.
I Crespi erano soliti far firmare ad ogni nuovo direttore un contratto iniziale di cinque anni, per poi prolungarlo eventualmente di un anno alla volta. Invece nel 1972 Spadolini, al quarto anno di direzione, venne licenziato. Il 3 marzo gli si comunicò la risoluzione del contratto. Per la prima volta da quando, nel 1925, la famiglia Crespi era diventata proprietaria del quotidiano, un direttore era costretto a lasciare anzitempo l'incarico. Sul licenziamento di Spadolini, che apparve come un vero e proprio defenestramento, tanto da provocare perfino uno sciopero, esistono tesi diverse, ma nessuna di esse ha mai trovato conferma. Fin dall'agosto del 1971, avevano preso forma delle voci, secondo le quali la proprietà sarebbe stata intenzionata a sostituire Spadolini con Indro Montanelli. Venuto a conoscenza della cosa, quest'ultimo ne aveva messo al corrente Spadolini, ma senza ottenere ascolto. Come nuovo direttore, la proprietà decise di affidare il quotidiano a Piero Ottone, che entrò in carica il 15 marzo 1972.

### Dai Crespi ai Rizzoli
Piero Ottone valorizzò alcuni giovani redattori, tra cui Giampaolo Pansa, inviato di punta per le pagine politiche, Massimo Riva, giornalista economico poi passato a la Repubblica, Giuliano Zincone e, come collaboratore, Pier Paolo Pasolini, a cui era stata affidata la rubrica Scritti corsari tenuta fino alla sua morte, nel 1975. Con la direzione di Piero Ottone, la linea politica del Corriere fece una netta virata a sinistra. Le vendite però non ne beneficiarono: nel 1972 l'azienda "Corriere" chiuse i bilanci con un passivo che sfiorò i 2 miliardi su un fatturato di 52 miliardi. Alla fine del 1973 il deficit toccò la cifra di 7 miliardi su un fatturato di 57. Neanche il clima all'interno del giornale migliorò. La redazione si spaccò in due: tra i più critici vi era Indro Montanelli, che rilasciò due interviste ai settimanali Il Mondo e Panorama, in cui parlò per la prima volta di una sua possibile uscita dal giornale.
La reazione della proprietà non si fece attendere: il 17 ottobre 1973 Piero Ottone comunicò a Indro Montanelli che la sua collaborazione con il giornale doveva considerarsi conclusa (si seppe in seguito dopo un ultimatum della stessa Giulia Maria Crespi). Al licenziamento seguì una vera e propria fronda: una trentina di giornalisti decisero di raggiungere Montanelli, impegnato nella fondazione da zero di un quotidiano milanese alla destra del Corriere: Egisto Corradi, Carlo Laurenzi, Enzo Bettiza, Mario Cervi, Gianfranco Piazzesi, Leopoldo Sofisti, Giancarlo Masini, Roberto A. Segre, Antonio Spinosa, Egidio Sterpa, Cesare Zappulli e Gian Galeazzo Biazzi Vergani. Ad essi si aggiunsero Guido Piovene e Gianni Granzotto: il nuovo quotidiano, chiamato il Giornale nuovo (poi divenuto il Giornale), uscì con il primo numero il 25 giugno 1974.
In risposta alla forte spaccatura che si era creata nella redazione del Corriere, nella primavera del 1974 Piero Ottone elaborò un nuovo programma improntato al decentramento del lavoro. Non più un solo vicedirettore, ma tre, per poter seguire meglio i giornalisti, i collaboratori e gli amministratori del giornale. Inoltre, il comitato di redazione assumeva un ruolo che andava ben al di là delle questioni sindacali, coinvolgendolo nella fattura stessa del giornale. Il programma venne presentato dallo stesso Ottone il 30 marzo nell'assemblea dei redattori, che lo approvarono. I critici (in particolare Enrico Mattei su Il Tempo) commentarono: «Ottone ha creato un "soviet" in redazione».
Durante la direzione di Piero Ottone si verificarono alcuni episodi di tensione e di autocensura. Nel 1974 Cesare Zappulli scrisse sulla Domenica del Corriere un pezzo critico sull'operato di Bruno Storti, segretario della CISL. Il 1º marzo il consiglio di fabbrica e il comitato di redazione organizzarono un'assemblea a cui parteciparono circa mille persone, tra cui i comitati di redazione dei quotidiani Avanti! e l'Unità, in contumacia contro Zappulli: sul numero successivo della Domenica del Corriere comparve un duro comunicato sindacale contro il giornalista, che non ebbe possibilità di replicare.
L'anno dopo, il 19 maggio 1975, giunse da Lisbona la notizia che i militanti comunisti avevano occupato con forza la redazione del quotidiano República, filosocialista. Renzo Carnevali, caposervizio della redazione esteri, riportò la notizia intitolando I comunisti occupano il giornale socialista ma a tarda notte, senza autorizzazione, alcuni redattori modificarono il titolo in Tensione a Lisbona fra Pc e socialisti. Il giornalista protestò con il direttore, e successivamente fu costretto a dimettersi, faticando a trovare qualcuno che gli offrisse un posto di lavoro.
Enzo Bettiza, inviato del Corriere della Sera tra il 1964 e il 1974 (e successivamente condirettore del Giornale nuovo), descrisse in modo molto critico la linea editoriale sotto la direzione Ottone, spiegando che si era finiti per fare un quotidiano che era «la negazione anziché l'imitazione del Times» (a cui il direttore diceva di volersi ispirare), pieno di commenti e incentrato su un giornalismo ideologico, aggiungendo:
Il 12 luglio 1974 la proprietà del giornale, che l'anno prima aveva visto l'ingresso di Gianni Agnelli e Angelo Moratti come soci di minoranza, passò interamente al gruppo editoriale Rizzoli. Rizzoli si presentò come un editore puro, privo cioè di interessi finanziari esterni all'editoria. Il nuovo proprietario confermò Piero Ottone alla direzione, accolse l'ingresso di due grandi firme come Enzo Biagi e Alberto Ronchey e annunciò un piano di potenziamento del giornale, che scattò nel 1976 con la nascita dell'edizione romana. L'obiettivo fu un aumento di 10-15 000 copie nella capitale. Nel 1977 furono lanciati un inserto economico settimanale e un supplemento in rotocalco a colori (in vendita il sabato con un sovrapprezzo di 50 lire).
Il 2 giugno di quell'anno Indro Montanelli subì un attentato da parte delle Brigate Rosse, che lo gambizzarono in piazza Cavour. La notizia del ferimento fu riportata in prima pagina, omettendo però di citare il nome del famoso giornalista. Nell'occhiello c'era scritto Dopo i magistrati e le forze dell'ordine i gruppi armati colpiscono la stampa, mentre il titolo era I giornalisti nuovi bersagli della violenza. Le Brigate Rosse rivendicano gli attentati.
Il nome di Montanelli apparve soltanto nel secondo elemento del sommario, nonostante fosse stato per decenni una delle firme più importanti della testata e dell'intero panorama giornalistico italiano. Secondo Franco Di Bella, che definì quel comportamento «un episodio sconcertante di faziosità», la responsabilità non sarebbe però da attribuire al direttore Piero Ottone, che in quelle ore si trovava fuori Milano.
Circa tre settimane prima, durante gli scontri in via De Amicis che causarono la morte del brigadiere Antonio Custra, il fotografo Paolo Pedrizzetti fotografò un estremista a gambe piegate, con il passamontagna sul volto, mentre sparava contro la polizia. Quell'immagine diventò l'icona degli anni di piombo. La sera del 14 maggio quella fotografia fu offerta anche alla cronaca del Corriere della Sera che, a differenza degli altri quotidiani, la rifiutò. Il giorno dopo fu pubblicata con grande risalto da molti giornali. Il capocronista Salvatore Conoscente e il suo vice Giancarlo Pertegato dissero di non essere stati loro a rifiutare quella foto, senza tuttavia dare spiegazioni pubbliche. Gli editori Andrea e Angelone Rizzoli chiesero al direttore di svolgere un'inchiesta interna, e successivamente fu deciso di nominare Enzo Passanisi nuovo capocronista.
Intanto, le costose iniziative adottate dal nuovo editore non avevano prodotto i risultati attesi. In luglio la società editrice fu ricapitalizzata. I nuovi soci chiesero a Rizzoli un cambio di direzione al Corriere entro fine anno. Ottone li anticipò, dimettendosi il 22 ottobre 1977. L'abbandono di Ottone fu seguito dall'uscita di Michele Tito, Giampaolo Pansa e Bernardo Valli che, con altri collaboratori, lasciarono il quotidiano milanese (tra essi Umberto Eco, Franco Fortini e Natalia Ginzburg).
Il successore di Ottone fu Franco Di Bella (già vicedirettore per cinque anni), che veniva richiamato al Corriere da Bologna, dove dirigeva il Resto del Carlino: la scelta significava che l'editore, oltre ad avvalersi di un collaudato uomo-macchina, voleva rendere il quotidiano più moderno e incisivo. All'inizio i lettori diedero ragione alla nuova linea editoriale: il Corriere continuò a vendere.
Nel corso del 1978 si realizzò il passaggio dalla fusione a piombo alla fotocomposizione: la nuova tecnologia fu inaugurata il 26 settembre di quell'anno. Di Bella rese più vivace il giornale che si arricchì con l'inserto settimanale sull'economia (coordinato da Alberto Mucci, ex direttore de Il Sole 24 Ore), con l'avvio della corrispondenza da Pechino affidata a Piero Ostellino e con alcune interviste clamorose di Oriana Fallaci.
All'inizio di novembre del 1978 il direttore diede spazio in prima pagina alla missiva di una lettrice che affrontava il tema del matrimonio e del divorzio. Temi come il costume e la vita moderna avevano rarissimo accesso alla «vetrina» di un quotidiano d'informazione italiano. Per il Corriere della Sera si trattò di una novità assoluta. La lettrice ammetteva di tradire il marito e affermava di non poter divorziare poiché non avrebbe potuto affrontare gli alti costi di una vita da sola. Di Bella incaricò Luca Goldoni, cronista di punta del quotidiano, di rispondere alla lettrice (4 novembre). Il botta e risposta tra lettrice e Corriere ebbe una vasta eco su tutta la stampa italiana. Molti altri quotidiani ripresero l'argomento, tutti i principali settimanali dedicarono una copertina al rapporto di coppia e all'adulterio. Di Bella osservò soddisfatto il dibattito che aveva provocato quella lettera, e ne ebbe buoni motivi: il giornale superò le 770 000 copie di diffusione. Alla fine del 1979, la Rizzoli fissò gli obiettivi da raggiungere negli anni ottanta: il quotidiano di via Solferino doveva puntare al milione di copie.
Nel 1980 il Corriere della Sera fu colpito frontalmente dal terrorismo: una delle firme di punta del quotidiano, l'inviato Walter Tobagi, specialista sui temi dell'eversione armata e presidente dell'Associazione Lombarda Giornalisti (il sindacato dei giornalisti lombardi), venne assassinato la mattina del 28 maggio.

### Gli anni ottanta: lo scandalo della P2 e la crisi

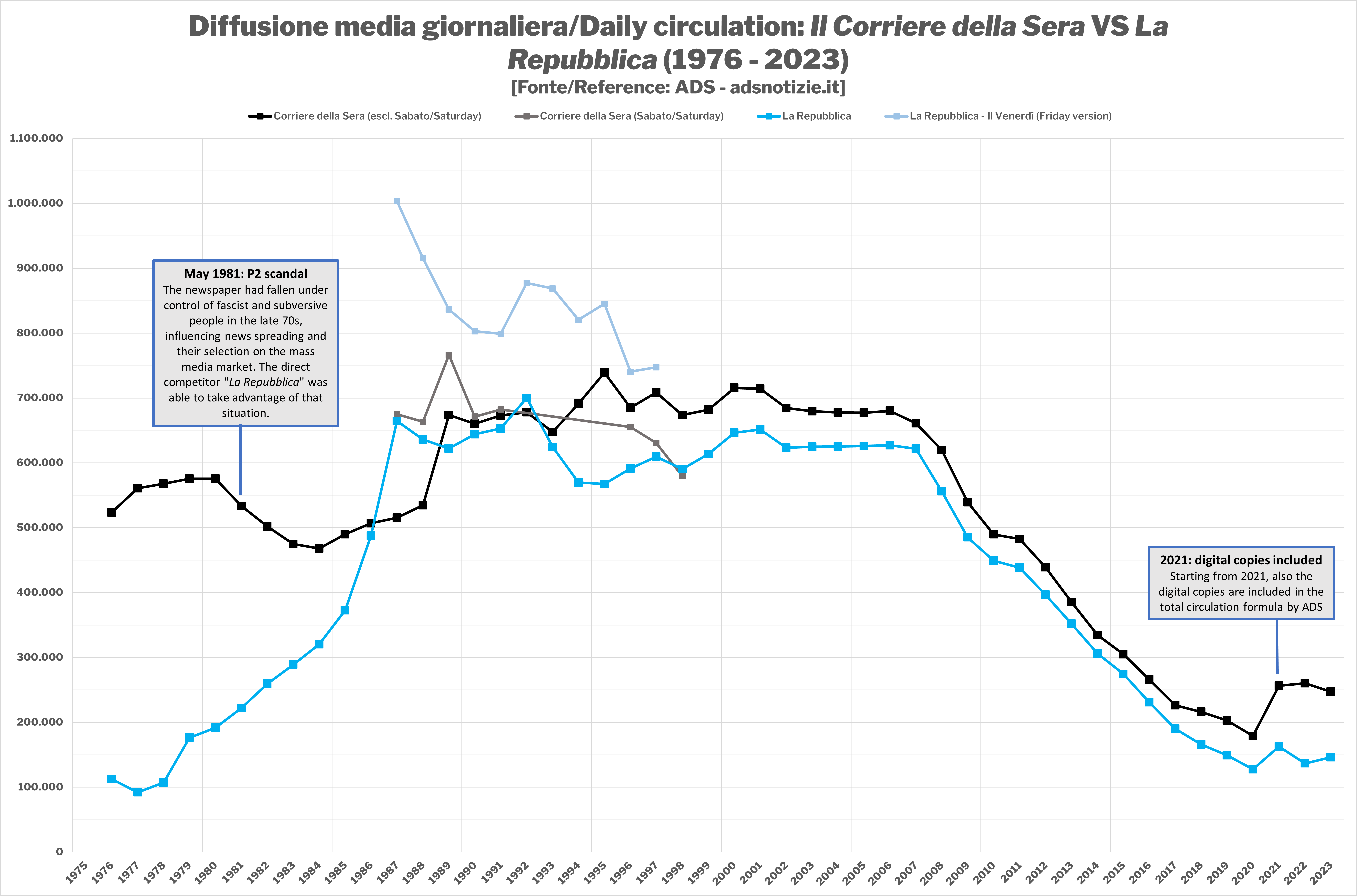
Confronto della diffusione tra Il Corriere della Sera e il diretto concorrente la Repubblica (1976-2023, dati ADS), incluse le edizioni speciali settimanali. Il Corriere venne colpito pesantemente dallo scandalo P2 scoppiato nel maggio 1981, perdendo quasi 100.000 copie giornaliere di diffusione nei successivi 3 anni. Tornerà in auge solo dal 1989, stabilizzandosi quasi sulle 700.000 copie giornaliere fino al 2007.

I costosi investimenti effettuati dall'editore tra il 1977 e il 1979 non avevano prodotto i risultati sperati. La Rizzoli aveva compiuto scelte imprenditoriali sbagliate, che avevano ulteriormente peggiorato i conti del gruppo. La casa editrice si era lanciata in oscure manovre finanziarie, che emersero alla luce del sole nel 1981, quando scoppiò lo scandalo della loggia P2. Il Corriere della Sera fu coinvolto al massimo livello poiché nell'elenco di personaggi pubblici affiliati alla loggia eversiva c'era anche il suo direttore Franco Di Bella, il presidente del gruppo Angelone Rizzoli così come il direttore generale Bruno Tassan Din. Apparve chiaro come la Rizzoli non fosse più da tempo la proprietaria reale: il quotidiano, già da qualche anno, era in mano al duo Roberto Calvi-Licio Gelli. Il tutto all'insaputa dell'opinione pubblica.
Per il prestigio del Corriere della Sera il colpo fu durissimo e Di Bella fu costretto alle dimissioni. Episodio-simbolo delle vicende del giornale, in questo periodo, fu la pubblicazione di un'intervista in ginocchio di Maurizio Costanzo, egli stesso membro della P2, a Licio Gelli. Nell'intervista Gelli parlò del suo progetto politico di «rinascita» dell'Italia: spiccavano nel disegno del Gran Maestro l'abolizione del servizio pubblico radiotelevisivo e il controllo dei giornali più importanti. Nei due anni seguenti il Corriere, screditato, perse 100 000 copie. Tra il 1982 e il 1983 venne superato nelle vendite dalla Gazzetta dello Sport perdendo il primato tra i quotidiani italiani: non accadeva dal 1906.
Dopo l'uscita di scena della famiglia Rizzoli il giornale fu acquistato da una cordata di cui facevano parte nomi importanti dell'industria e della finanza nazionali, tra cui la FIAT. Per il Corriere divenne prioritario recuperare il rapporto di fiducia coi propri lettori, che si era pericolosamente incrinato. La ricostruzione fu opera soprattutto di Alberto Cavallari, direttore con un mandato triennale dal 1981 al 1984. Durante i suoi tre anni Cavallari riuscì a mandare il giornale ogni giorno in edicola, nonostante le difficoltà economiche (spesso mancavano i soldi per la carta). A Cavallari sarebbe dovuto succedere Gino Palumbo, un altro grande professionista valorizzato da Alfio Russo. Ma a causa della malattia che di lì a qualche anno lo portò alla morte Palumbo fu costretto a rinunciare. Il 18 giugno 1984 Cavallari consegnò al nuovo direttore Piero Ostellino un giornale che aveva ritrovato fiducia in se stesso e che era ritornato in testa alle classifiche di vendita. La media giornaliera del triennio 1983-1985 si aggirò intorno alle 470-490 000 copie vendute. Tra il 1985 e il 1987 vicedirettore del Corriere fu Nino Milazzo, che aveva lavorato a La Sicilia.
Alla fine del 1986 il Corriere perse per la seconda volta il suo storico primato: questa volta ad opera del quotidiano romano la Repubblica: 515 000 copie di diffusione quotidiana a fronte delle 487 000 del "Corriere". Nel febbraio 1987 fu operato un avvicendamento alla direzione: l'editore ringraziò Piero Ostellino e chiamò Ugo Stille, glorioso corrispondente dagli Stati Uniti da oltre trent'anni, una colonna del Corriere. Scopo della nomina era rinverdire il blasone della testata. Per quanto riguarda il recupero del primato nelle vendite, fu operato un immediato rinnovamento del giornale. Poi gli esperti della Rizzoli Periodici, coadiuvati da Paolo Pietroni, idearono e realizzarono un supplemento in carta patinata da abbinare al quotidiano. Sabato 12 settembre uscì il primo numero di Sette. Di grande formato, la rivista contava 122 pagine stampate in rotocalcografia. Il lancio avvenne un mese prima dell'uscita del supplemento del giornale concorrente, Il Venerdì di Repubblica. Nonostante il prezzo lievemente aumentato, l'iniziativa fu un successo: per diversi mesi il numero del sabato del Corriere non scese mai sotto le 900 000 copie di tiratura ed arricchì di molto la raccolta pubblicitaria. Negli altri giorni della settimana il quotidiano di via Solferino non riusciva però a scalfire il primato del concorrente: durante il 1988 il Corriere vendette in media 530 000 copie, la Repubblica 700 000.
Un nuovo capitolo della lotta per il primato si ebbe l'anno seguente: il 14 gennaio 1989 il Corriere lanciò Replay, un gioco a premi basato sul recupero dei biglietti usati nella Lotteria di Capodanno: ogni giorno venivano premiati quattro biglietti non vincenti giocati nelle lotterie nazionali, per un totale di 10 milioni di lire di premi al giorno. L'idea ebbe un grande successo: il primo giorno la tiratura arrivò a 980 000 copie. Nei mesi successivi le vendite in alcune città raddoppiarono. Entro l'anno il Corriere della Sera raggiunse le 800 000 copie di media, ritornando ad essere il primo quotidiano italiano.

### Gli anni novanta
Con l'arrivo alla direzione di Paolo Mieli (1992-1997) si avviò un ricambio generazionale. Il nuovo direttore alleggerì il giornale abbandonando la distinzione tra «parte seria» e «parte leggera». In pratica la nuova formula previde la collocazione nelle pagine iniziali degli eventi importanti (sotto la nuova testatina "Primo Piano"), anche non politici: maggiore spazio allo sport, agli spettacoli ma anche all'economia. Chiuse l'inserto Corriere cultura nato nel 1986 e, uniformandosi agli altri quotidiani, soppresse la terza pagina rinviando la cultura nelle pagine interne e fondendola con gli spettacoli. Il nuovo direttore decise che la stagione dei giochi a premi era finita e lanciò un corso di inglese e francese su audiocassette. Successivamente spostò Sette al giovedì, abbinandolo ad un supplemento sulla tv. Tali iniziative ebbero successo e permisero al giornale di consolidare il primato. Secondo i dati ADS, infatti, nel primo quadrimestre del 1993 il Corriere registrò una diffusione di 641.969 copie, che crebbe a 667.589 nel secondo. Il vantaggio sulla Repubblica si attestò sulle trentamila copie.
Durante tutto il dopo-Tangentopoli Mieli preferì mantenere una posizione di terzietà rispetto al dibattito politico. L'unico punto su cui si schierò fu il conflitto di interessi attribuito a Silvio Berlusconi, che vinse le elezioni del 1994. Gli editoriali sull'argomento furono affidati al politologo Giovanni Sartori. La "discesa in campo" di Berlusconi causò anche il ritorno, seppure momentaneo, di Indro Montanelli in via Solferino. Erano passati 21 anni da quando si era dimesso dal Corriere per fondare un suo quotidiano: ebbene, in gennaio Montanelli lasciò «il Giornale». Scrisse per tre mesi sul Corriere come editorialista, prima di dar vita alla sua nuova creatura, la Voce. Tra il 1994 e il 1996 nacquero tre nuovi supplementi: Corriere Lavoro (4 febbraio 1994), Corriere Soldi (4 marzo 1995, che confluirà nel Corriere Economia dal 6 ottobre 1997) e Io Donna, il primo femminile allegato a un quotidiano a diffusione nazionale (23 marzo 1996). Nel 1995, dopo la sfortunata avventura con la Voce, ritornò in via Solferino Indro Montanelli. Al «principe» del giornalismo italiano venne affidata la pagina della corrispondenza quotidiana coi lettori, intitolata La stanza di Montanelli, che curò fino alla sua morte, nel 2001.
La battaglia per il primato tra i quotidiani italiani continuava senza esclusione di colpi anche sul fronte degli inserti e dei prodotti abbinati. All'inizio del 1996 Repubblica e Corriere presentavano ai lettori un supplemento al giorno (esclusa la domenica). Inoltre il Corriere usciva in alcune regioni italiane con la formula del "panino": ad esempio in Campania veniva venduto insieme a un quotidiano locale al prezzo di copertina del giornale locale, o a un prezzo leggermente rialzato. Mieli lanciò anche nuovi dorsi locali. Il 1996 fu un anno elettorale. Il 17 febbraio, in piena campagna per le elezioni, il direttore pubblicò un articolo di fondo in cui dichiarava il proprio sostegno alla coalizione dell'Ulivo. Fu la prima volta che il Corriere suggerì ai propri lettori per chi votare. Alle elezioni politiche prevalse il centrosinistra. Repubblica e Corriere si trovarono così a doversi confrontare sullo stesso terreno politico. La lotta fu aperta e i due quotidiani si riposizionarono: nettamente a favore del governo la prima, più critico il quotidiano milanese.
Il 23 aprile 1997 Paolo Mieli venne nominato direttore editoriale del Gruppo RCS e lasciò la direzione a Ferruccio de Bortoli, suo vicedirettore. Nel 1998 de Bortoli strappò alla concorrente Repubblica Giuseppe D'Avanzo, cronista esperto e autore d'importanti inchieste. Il 4 dicembre 1998 venne inaugurato il sito web www.corriere.it, dopo circa due anni di presenza in rete su www.rcs.it/corriere/. Nel 2000 fu varata l'edizione romana (16 pagine di cronache locali).

### Dal 2001

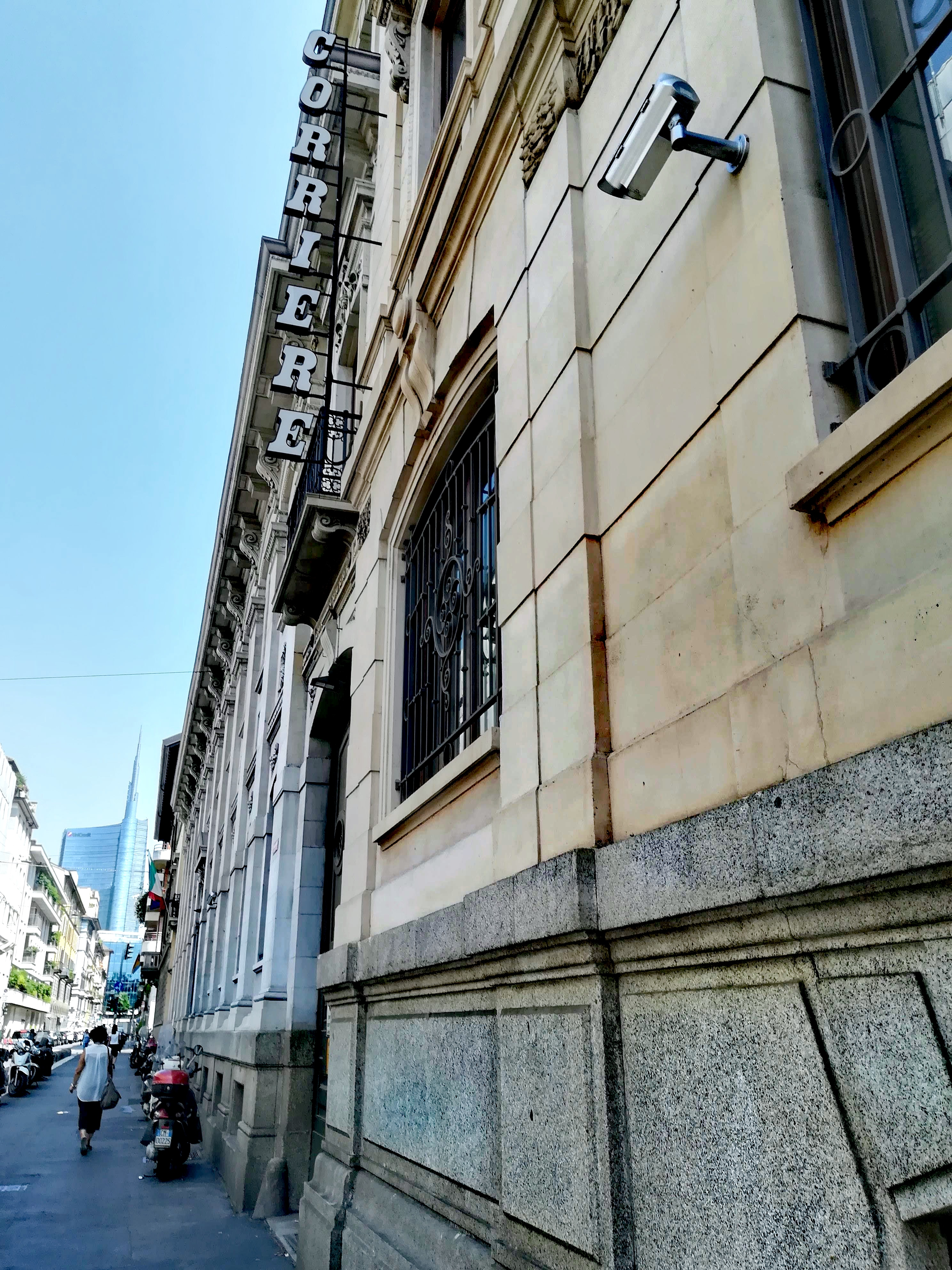
L'attuale sede Meneghina nel 2019

Il 19 novembre 2001 l'inviata del Corriere Maria Grazia Cutuli fu uccisa in Afghanistan, sulla strada che collega Jalalabad a Kabul, assieme ad altri tre giornalisti.
Il 29 maggio 2003 si verificò un nuovo avvicendamento alla direzione: al posto di De Bortoli arrivò Stefano Folli, caporedattore dell'edizione romana. Folli strappò a Repubblica alcuni collaboratori, che portò con sé a Milano: Sabino Cassese, Luigi Spaventa e Michele Salvati. Il quotidiano romano si rifece portando via al Corriere Francesco Merlo. La battaglia si svolse anche sul fronte dei prodotti commerciali allegati al quotidiano: Repubblica offriva cento opere letterarie e un'enciclopedia in venti volumi; il Corriere rispose con film e compact disc. Le vendite del giornale però non aumentarono, anzi il primato nella diffusione nazionale fu insidiato dal concorrente.
Si decise quindi di richiamare in servizio Paolo Mieli: era il dicembre 2004. L'anno seguente il direttore approvò la riduzione del formato del giornale, sull'onda di un cambiamento che stava coinvolgendo tutti i quotidiani in formato lenzuolo (a nove colonne). Le colonne passarono dalle tradizionali nove a sette, il colore fu inserito in tutte le pagine e il formato fu ridotto da 53 × 38 cm a 50 × 35 cm, avvicinando il Corriere al formato berlinese. Venne modificato il corpo del carattere, in modo da rendere la lettura più agevole. Il primo numero con il nuovo formato e l'impaginazione tutta a colori uscì il 20 luglio 2005. Il 14 ottobre uscì il nuovo supplemento mensile «Style». Negli anni successivi nascono i fascicoli «Corriere di Bologna» (30 gennaio 2007) e «Corriere di Firenze» (26 febbraio 2008), collocati al centro delle edizioni nelle rispettive città metropolitane.
Il 30 marzo 2009 il Consiglio di amministrazione richiamò alla direzione del giornale De Bortoli, che prese nuovamente il timone della testata dalle mani di Mieli, così come era avvenuto nel maggio del 1997. Le prime novità apportate dalla direzione de Bortoli riguardano la valorizzazione delle collaborazioni femminili. Nel giro di pochi giorni accadono due novità assolute al Corriere: 1) Viene nominata per la prima volta vice-direttore una donna, Barbara Stefanelli; 2) Un editoriale in prima pagina viene affidato per la prima volta ad una donna, la scrittrice Isabella Bossi Fedrigotti (30 aprile). Nello stesso anno il Corriere diventa disponibile in formato elettronico sui lettori e-book, come Amazon Kindle, primo in ordine di tempo tra i quotidiani italiani.
All'inizio del 2010 il vantaggio sullo "storico" concorrente la Repubblica si è ridotto a 30 000 copie, rispetto alle 80 000 del marzo 2009, mentre la versione on line si arricchisce anche di una versione tradotta in lingua inglese e una in cinese, orientata alla comunità cinese presente in Italia. Nel 2011 ritorna il mensile di attualità librarie La Lettura. La storica testata era stata fondata nel 1901 da Luigi Albertini. Esce in allegato all'edizione domenicale del quotidiano.
Nel 2014 Nando Pagnoncelli ha preso il posto di Renato Mannheimer come sondaggista del quotidiano. Il 24 settembre 2014 il «Corriere» ha abbandonato lo storico formato lenzuolo (già ridotto a 7 colonne) per adottare il Berlinese a sei colonne.
Nel 2015 De Bortoli lascia la direzione del quotidiano al condirettore Luciano Fontana.
Dal gennaio 2016 i contenuti digitali sono presentati in un'unica piattaforma, leggibile sia su computer, tablet e smartphone. La consultazione degli articoli è diventata a pagamento (modello paywall). Un'altra importante novità è la consultazione online delle edizioni passate del quotidiano, rese disponibili sin dal primo numero.
Nell'aprile 2019 i dati Audiweb hanno mostrato per la prima volta il sorpasso del sito web corriere.it sul rivale storico repubblica.it (9 211 739 utenti unici contro 9 155 290).
Nel marzo 2022 l'editore Urbano Cairo dichiara che gli abbonamenti all'edizione digitale del quotidiano sono 423 000. Alla fine dell'anno il numero di abbonati supera quota 500 000.

## Corriere ed elezioni politiche
Durante il voto per le elezioni politiche del 1992, il direttore Ugo Stille scrisse che «compito di un grande giornale come il "Corriere della Sera" è anzitutto quello di rompere gli steccati che rischiano di disgregare l'Italia, di chiarire quali sono gli elementi possibili di intesa al di là delle astratte posizioni ideologiche, e soprattutto di indicare la netta volontà della classe dirigente di "aprire al nuovo", non per compromessi ideologici, ma per elaborare insieme le premesse di una Italia moderna. Marciando su questa strada, si può e si deve ricostruire il Paese e il fatto che ciò implichi un incontro con uomini come La Malfa o Segni non muta i termini dell'equazione e non deve alterare il corso prestabilito».
Durante il voto per le elezioni politiche del 1994, il direttore Paolo Mieli, a commento della campagna elettorale trascorsa, scriverà di aver apprezzato «la coerenza tranquilla dei moderati Segni e Martinazzoli» e che sarà «tanto meglio se il centro avrà la forza numerica e politica per controllare e condizionare sia la destra che la sinistra, per imporre una legge elettorale a doppio turno, per far cadere un governo che non adempia ai doveri di risanamento economico o, peggio, che tolleri abusi».
Prima delle elezioni politiche del 1996, il Corriere non auspicò la vittoria di nessun polo in particolare, ma dichiarò di essere contrario a un pareggio e di auspicare che vincitori e vinti dopo le elezioni lavorassero per delle riforme costituzionali secondo la logica del compromesso.
In occasione delle elezioni politiche del 2001, la direzione di Ferruccio de Bortoli tre settimane prima spiega che «compito di un'informazione indipendente e non schierata è quello di favorire una scelta libera e consapevole dell'elettore. E di custodire, chiedendone il rispetto, quelle regole di civiltà e trasparenza del confronto democratico». E aggiunge che «non è corretto dire che dietro la Casa delle Libertà vi è solo un partito-azienda: c'è un blocco sociale vero, moderato, più coeso di quello opposto, una parte importante e vitale dell'Italia. Ma non si parlerebbe più di partito-azienda se Berlusconi separasse nettamente i destini del politico da quelli dell'imprenditore. Ci guadagnerebbero lui, il suo prossimo probabile governo, la sua coalizione (che godrebbe di maggiore considerazione europea), le sue aziende: in definitiva, il Paese». Sempre de Bortoli il giorno delle votazioni concluderà spiegando che «l'equidistanza del Corriere ci è sembrata utile se non preziosa. Crediamo di aver contribuito a migliorare la qualità dell'offerta politica. Il nostro giornale è stato un tavolo delle idee. Un giornale aperto, non un partito. I lettori hanno potuto valutare i programmi fin nei dettagli, le posizioni di tutti, dai due poli ai radicali, da Rifondazione a Democrazia Europea, all'Italia dei Valori. I nostri editorialisti hanno espresso anche orientamenti differenti, ma tutti uniti da un filo ininterrotto. Il filo del Corriere che lega insieme i valori di una democrazia liberale ed europea, nel segno della civiltà dell'informazione. Principi ai quali non abbiamo mai derogato e che saranno il metro con il quale giudicheremo, giorno per giorno, il prossimo governo. Nella critica costruttiva non abbiamo mancato di riconoscere i meriti della maggioranza uscente. [...] Berlusconi presidente del Consiglio, se vorrà essere riconosciuto come parte non anomala del centrodestra europeo, dovrà subito dare risposte alle grandi questioni sollevate anche dall'opinione pubblica internazionale (la teoria del complotto della stampa estera è infondata). [...] Poi il Cavaliere potrebbe dire: giudicatemi solo dai risultati. Quello che appunto faremo noi. Con chiunque vinca».
L'8 marzo 2006, prima delle elezioni politiche del 2006, con un proprio fondo Paolo Mieli decise di spiegare «ai lettori in modo chiaro e senza giri di parole perché» il Corriere auspicasse la vittoria de L'Unione di centro-sinistra guidata da Romano Prodi. Un auspicio, tuttavia, «che non impegna l'intero corpo di editorialisti e commentatori di questo quotidiano e che farà nel prossimo mese da cornice ad un modo di dare e approfondire le notizie politiche quanto più possibile obiettivo e imparziale, nel solco di una tradizione che compie proprio in questi giorni centotrent'anni di vita». Una decisione, secondo Mieli, conseguente al giudizio particolarmente negativo sulle scelte politiche adottate dal Governo uscente di Silvio Berlusconi, ma anche per scongiurare un pareggio fra le coalizioni e ripetere il fenomeno, giudicato salutare, dell'alternanza, e infine perché L'Unione aveva «i titoli atti a governare al meglio». Anche se Mieli azzeccò la previsione, la scelta di appoggiare una coalizione ebbe un effetto indesiderato: nelle settimane seguenti il Corriere perse 40 000 copie.
Durante la campagna elettorale per le politiche del 2008 (11 marzo-14 aprile), il direttore non ha pubblicato alcun editoriale.

## Denominazione delle testate
Edizione mattutina
- Dal 5 marzo 1876 al 25 aprile 1945: Corriere della Sera[106]
- 26 aprile 1945: Il Nuovo Corriere (numero unico)
- dal 27 aprile 1945 al 21 maggio 1945: Sospensione da parte del CLN
- dal 22 maggio 1945 al 6 maggio 1946: Corriere d'Informazione
- dal 7 maggio 1946 al 9 maggio 1959: Il Nuovo Corriere della Sera
- dal 10 maggio 1959: Corriere della Sera

Edizione pomeridiana
- fino al 2-3 agosto 1943 tutte le edizioni del Corriere hanno la stessa testata
- dal 3-4 agosto 1943 al 23-24 aprile 1945: l'edizione del pomeriggio esce sotto una testata autonoma: «Il Pomeriggio» (esce anche il lunedì mattina, in sostituzione dell'edizione principale)
- dal 7 maggio 1946 al 15 maggio 1981: Corriere d'Informazione (fino al 26 febbraio 1962 esce anche il lunedì mattina, in sostituzione dell'edizione principale)

Numero del lunedì
- Esce dal 5 marzo 1962: Corriere della Sera del lunedì.

La testata viene abbreviata di solito con Corsera, o anche chiamata Corrierone o, per sineddoche, il quotidiano di via Solferino (sede storica della testata).

## Variazioni dell'assetto proprietario
- febbraio 1876 - Da un accordo tra il giornalista Eugenio Torelli Viollier e l'editore, e uomo politico, Riccardo Pavesi nasce il Corriere della Sera. Il giornale è di proprietà della Società de «La Lombardia», editrice del quotidiano «La Lombardia». Presidente della società editrice è Riccardo Pavesi. Torelli Viollier è direttore ed amministratore. Per avviare il nuovo quotidiano si prevede che occorrano 100 000 lire. Pavesi trova due soci finanziatori: gli avvocati Riccardo Bonetti e Pio Morbio. Nonostante ciò vengono raccolte solo 30 000 lire.
- marzo-aprile 1876 - Riccardo Bonetti entra in magistratura ed abbandona la società.
- 1º settembre 1876 - Il sodalizio tra Riccardo Pavesi ed Eugenio Torelli Viollier si scioglie per divergenze politiche[N 42]. La Società de «La Lombardia» mette in vendita il giornale. Si costituisce una "società di fatto" (società civile secondo il Codice di commercio vigente all'epoca) per rilevare la proprietà. Vengono raccolte 45 000 lire; il capitale sociale è suddiviso in nove carature. Tre quote sono acquistate da Pio Morbio. Gli altri soci sottoscrivono una quota ciascuno. Sono: il duca Raimondo Visconti di Modrone, il marchese Claudio Dal Pozzo, il nobile Giulio Bianchi, il commendatore Bernardo Arnaboldi Gazzaniga e il cavaliere Alessandro Colombani. Anche Riccardo Pavesi entra nella nuova società, con una quota acquisita a titolo personale. Buona parte del capitale è utilizzata per rilevare il Corriere, al costo di 22 000 lire[108].
- 1º ottobre 1876 - La prima assemblea della nuova società conferma Eugenio Torelli Viollier (il cui nome non figura nell'atto costitutivo) come gerente responsabile. Il nuovo amministratore del quotidiano è Giuseppe Bareggi.
- 1882 - Primo investimento nel giornale di Benigno Crespi (1848-1910), industriale milanese del tessile con interessi nei settori agricolo, elettrico e immobiliare. Il Crespi, che ha sposato la sorella di Pio Morbio, Giulia, acquista una sua quota, proprio grazie alla parentela acquisita. Si ritira invece Riccardo Pavesi. Nei suoi primi sette anni di vita il giornale non è ancora riuscito a distribuire un utile ai propri soci.
- 1884 - Pio Morbio apre un'attività negli Stati Uniti e si trasferisce in America. Le sue quote vengono rilevate dal cognato Benigno Crespi. Torelli Viollier è alla ricerca di un nuovo socio che sostituisca gli attuali, che appaiono interessati solo a salvaguardare i propri investimenti piuttosto che ad impegnarsi per l'affermazione del giornale sul mercato.
- 1885 - Il 30 marzo Torelli Viollier e Crespi fondano una nuova società, la E. Torelli Viollier & C. per la proprietà e la pubblicazione del giornale «Corriere della Sera»; è una società in accomandita semplice, in cui Crespi ha il ruolo di accomandante e Torelli Viollier di accomandatario. La società ha la durata di soli 6 anni ed un capitale di 100 000 lire, interamente conferito da Crespi[109]. Torelli riceve per contratto uno stipendio di 10 000 lire annue. Crespi è interessato alla sola gestione economica: lascia piena autonomia a Torelli Viollier nella linea politica del giornale e della scelta dei collaboratori. Lo stesso 30 marzo la nuova società liquida i vecchi soci al costo complessivo di 70 000 lire. Alla fine dell'anno la gestione del Corriere è finalmente in utile, di circa 33 000 lire, che in pochi anni salgono fino a toccare quota 100 000. Nel 1889 la sede del quotidiano viene trasferita in via Pietro Verri, in un palazzo di proprietà di Crespi.
- 1886-1893 - L'utile del Corriere raggiunge e supera le 220 000 lire annue. Per Benigno Crespi è ormai la maggiore fonte di guadagni, superando anche gli introiti dell'industria tessile. All'inizio degli anni novanta l'attivo di bilancio superò il milione di lire. Nel 1891 la società viene prorogata fino al 1895. Nel 1894 l'architetto Luigi Broggi, amico personale di Torelli Viollier, è nominato amministratore del giornale.
- 1895 - Aumento del capitale sociale a 196 000 lire e proroga della società fino a 1905. Entrano due nuovi soci: Ernesto De Angeli (altro industriale tessile) ed il fondatore della Pirelli, Giovanni Battista. Il capitale è diviso in 16 quote di 12 000 lire ciascuna. Crespi ne conserva la metà, De Angeli e Pirelli ne sottoscrivono tre ciascuno, mentre Torelli si riserva le ultime due[110]. Ogni quota dà diritto ad un voto, quindi Crespi dispone di fatto del controllo della società. I nuovi soci chiedono un avvicendamento alla direzione, ma Crespi mantiene al suo posto Torelli Viollier.
- 1900 - Il 26 aprile muore Eugenio Torelli Viollier. L'atto di costituzione prevede, nel caso della sua morte, la continuazione della società e il riscatto della sua quota sociale. Il 13 luglio viene redatto un nuovo atto sociale. Diminuito delle quote di Torelli, il valore della nuova editrice (una società in accomandita semplice come la precedente) scende a 168 000 lire. Il capitale sociale viene suddiviso in 56 carature, del valore di 3 000 lire ciascuna. Crespi ne sottoscrive 32, De Angeli 11, Pirelli 7, Luca Beltrami (nuovo socio) 4, Luigi Albertini (nuovo socio) 2. I voti non sono più assegnati in proporzione alle quote di capitale, ma viene conservata la precedente proporzione. Benigno Crespi, pertanto, non va oltre il 50% dei voti in consiglio, nonostante possieda il 57% delle quote. La nuova società modifica la ragione sociale in Luigi Albertini e C. per la proprietà e la pubblicazione del giornale «Corriere della Sera» e di altre pubblicazioni e si rinnova dopo 5 anni. Luigi Albertini è insieme gerente responsabile e direttore amministrativo. Il suo compenso è pari al 5% dell'utile del Corriere[111].
- 1907 - Muore Ernesto De Angeli, nelle cui quote subentra il nipote Carlo Frua. Il capitale sociale viene portato a 180 000 lire. Ne beneficia Luigi Albertini, che sottoscrive 4 nuove quote. Carlo Frua cede una caratura (scendendo da 11 a 10) a favore di Alberto Albertini, fratello di Luigi.
- 1910 - Muore Benigno Crespi; l'industriale lascia le partecipazioni ai figli Mario (1879-1962), Aldo (1885-1978) e Vittorio (1895-1963)[112].
- 1920 - I fratelli Albertini acquistano tutte le quote di Pirelli, di Frua e di Beltrami, diventando così i soli comproprietari, assieme ai Crespi. Il capitale sociale è suddiviso in 60 carature, così distribuite: 35 ai fratelli Crespi, 22 a Luigi Albertini e 3 ad Alberto Albertini[113]. Il passaggio delle quote avviene il 3 gennaio al prezzo di 250 000 lire a caratura.
- 1925 - Il fascismo pone ai Crespi una scelta obbligata: estromettere gli Albertini o altrimenti perdere il giornale, che sarebbe stato sospeso a tempo indeterminato. Il legale dei tre fratelli, Tullo Massarani, trova l'appiglio giuridico: scopre che il contratto di proroga della società editrice del Corriere, in scadenza nel 1930, firmato dai soci nel 1920, non è stato registrato dal notaio Gerolamo Serina e può quindi essere rescisso in qualsiasi momento a richiesta anche di uno solo dei sottoscrittori[44]. Sfruttando tale cavillo legale, in novembre i Crespi ottengono lo scioglimento anticipato della società ed acquistano le quote dei fratelli Albertini. Gli Albertini sono liquidati con 40 milioni di lire, di cui 33 a Luigi per le sue 22 carature e 7 ad Alberto per le sue tre carature e per la sua liquidazione da direttore politico del Corriere. La società editrice viene sciolta; al suo posto viene creata la «F.lli Crespi & C. - Corriere della Sera»[114][115]. I tre figli di Benigno (Mario, Aldo e Vittorio) dividono il capitale sociale in tre quote. Nel 1934 Mario Crespi viene nominato senatore.
- 27 aprile - 31 dicembre 1945 - Per decisione del Comando alleato, al quotidiano è imposto il controllo del Comitato di Liberazione Nazionale (CLN), che scavalca la proprietà nella gestione del Corriere. Il CLN sanziona il giornale per la sua connivenza con la Repubblica Sociale[N 43]. Il quotidiano è sospeso per circa un mese (27 aprile - 21 maggio); epurati i vertici, ottiene l'autorizzazione a riprendere le pubblicazioni dal Psychological Warfare Branch (PWB) alleato, che ne mantiene la gestione fino al 31 dicembre. Dal 1º gennaio 1946 proprietà e gestione del quotidiano ritornano nelle mani della famiglia Crespi.
- 12 giugno 1951 - Vengono costituite tre società in accomandita per azioni che gestiscono le tre quote del capitale sociale della società in accomandita semplice: 1) «Crema Spa» (Mario); 2) «Alpi Spa» (Aldo); 3) «Viburnum Spa» (Vittorio).
- 1962-63 - Muoiono Mario e Vittorio Crespi. I successori di Mario sono Elvira Leonardi (figlia primogenita nata nel 1909 dal primo matrimonio della moglie di Mario), con i fratelli Tonino Leonardi e Franca Leonardi Rocca. Il successore di Vittorio è Mario (detto "Mariolino") Crespi Morbio (nato nel 1932). Aldo è impossibilitato a condurre la gestione aziendale a causa di una malattia invalidante. La figlia Giulia Maria ottiene la responsabilità della gestione editoriale. Il direttore generale Colli viene mandato in pensione, quando il bilancio è largamente in attivo; al suo posto viene chiamato Egidio Stagno, già direttore amministrativo del Mattino di Napoli[48]. Successivamente la società in accomandita viene sdoppiata: ne viene creata una per il quotidiano ed una per i periodici. La scelta si rivela infelice. Se alla metà degli anni sessanta, la gestione unica aveva fruttato alla famiglia Crespi profitti per oltre 5 miliardi di lire all'anno, nel 1970 l'utile scende a 700 milioni. Il 1971 vede per la prima volta il bilancio in rosso, per 1 miliardo e 970 milioni[116]. In quell'anno morì Michele Mottola.
- 1973 - L'esercizio 1972 si chiude con una perdita di 2 miliardi e 63 milioni di lire[117], superiore a quella del 1971. Il Corriere è ancora gestito da una società in accomandita semplice. Ciò significa che, in caso di deficit, i soci devono mettere mano al patrimonio personale per ripianare il passivo. Due rami su tre della famiglia Crespi decidono di vendere. Giulia Maria è l'unica della famiglia che sceglie di restare nella proprietà. In cambio, ottiene dagli altri soci la facoltà di scegliere i due nuovi soci. Si fanno avanti Eugenio Cefis (Montedison), il petroliere Attilio Monti, l'industriale Nino Rovelli: per tutti la risposta è "no". La Crespi ha già deciso di puntare sulla famiglia Agnelli. La trattativa è avviata in maggio; gli incontri si svolgono in gran parte nell'abitazione della Crespi, in corso Venezia. Il 19 luglio 1973 viene siglato l'accordo conclusivo: Agnelli compra la quota dei Leonardi ("Viburnum"); come secondo socio, la scelta cade su Angelo Moratti, petroliere (che rileva "Crema")[N 44][N 45]. Le quote sono costate 14 miliardi l'una.

L'accordo prevede che la vecchia società in accomandita, che aveva gestito da sempre il quotidiano di via Solferino, si trasformi in società a responsabilità limitata, con un capitale diviso in parti uguali tra il gruppo Fiat, il gruppo Moratti e Giulia Maria Crespi. La transazione dev'essere effettuata entro il 1973. Il nuovo consiglio di amministrazione è costituito da sei persone, due per ciascuno dei soci. La presidenza viene attribuita a Giulia Maria Crespi, che riveste la carica di socia accomandataria responsabile e mantiene le sue prerogative: la scelta della linea della testata e i rapporti col direttore, cui si aggiunge il diritto di veto alla sua nomina. Ai due nuovi soci viene invece attribuita la responsabilità manageriale e finanziaria. Agnelli e Moratti concordano nel non volersi intromettere nella gestione editoriale del quotidiano, che lasciano completamente a Giulia Maria Crespi.
- 1974 - L'accordo non è ancora stato attuato, per via delle resistenze dei nuovi soci, che mostrano di non credere nei piani di risanamento proposti dalla Crespi. I fatti sembrano dare loro ragione. In maggio, infatti, vengono forniti i risultati dell'esercizio 1973: il deficit della società editrice del Corriere è pari a 7 miliardi e 183 milioni di lire: la perdita è più che triplicata rispetto al 1972[118]. Il passivo del triennio 1971-1973 sfonda gli 11 miliardi di lire (11,216 miliardi). Per l'esercizio 1974 si prevedono altri 7 miliardi di deficit. I tre soci del Corriere dovranno fronteggiare un enorme "buco" di oltre 18 miliardi. Ai primi di luglio Giulia Maria Crespi decide improvvisamente di vendere la sua quota del Corriere, con una mossa che prende Agnelli e Moratti in contropiede. Il 12 luglio viene firmato l'accordo di transazione con la casa editrice Rizzoli, presieduta da Andrea, figlio del fondatore Angelo. La famiglia Crespi esce definitivamente da via Solferino dopo 92 anni. Passano quattro giorni ed anche Moratti vende la propria quota, sempre a Rizzoli. Agnelli, a questo punto, è rimasto isolato. Per l'Avvocato la scelta diventa obbligata: il giorno successivo la Rizzoli si aggiudica anche la sua quota: avrebbe potuto farne a meno avendo già il 66,6% del capitale ma, disse Andrea Rizzoli, "non potevo venire meno alla parola data agli Agnelli".[119] Secondo un rapporto dell'Istituto Mobiliare Italiano[120] redatto nel 1975, l'investimento della Rizzoli per acquisire l'«Editoriale Corriere della Sera» è stato di 41 miliardi e 945 milioni di lire, così suddivisi:

- 15 miliardi e 445 milioni, in contanti, per "Alpi", cioè la quota di Giulia Maria Crespi[N 46];
- 13 miliardi, parte in contanti e parte differiti, per acquisire "Crema" (di Moratti);
- 13,5 miliardi, somma da devolvere entro 3 anni, per avere "Viburnum" (della Fiat).

In realtà la cifra sarà maggiore (parte del prezzo pagato all'estero, parte indicizzato nel capitale e negli interessi): 63 miliardi per acquisire un'azienda tecnologicamente superata e sindacalmente agguerrita, con un'esuberanza di personale valutata attorno alle 1500 persone e con i conti dissestati, almeno 55 miliardi di perdite e interessi passivi.
Il nuovo proprietario unico ribattezza la società editrice «Rizzoli-Corriere della Sera» (oggi RCS MediaGroup).
Nel corso di un'intervista, rispondendo ad una domanda sulle fonti dei finanziamenti, il consigliere delegato Angelone Rizzoli, figlio di Andrea e nipote di Angelo, dichiara che l'operazione è stata gestita in piena autonomia ed è stata finanziata "da istituti di credito pubblici e privati italiani e da una banca estera, la Morgan".
- 1978 - Angelone Rizzoli subentra al padre Andrea nella presidenza del gruppo.
- 1981 - La RCS viene coinvolta nel dissesto del Banco Ambrosiano. Riesce però ad evitare il fallimento e nel 1982 viene posta in amministrazione controllata. Il 7 agosto 1982 il ministero del Tesoro e la Banca d'Italia creano il Nuovo Banco Ambrosiano. La banca eredita, tra le proprietà della RCS, anche l'«Editoriale Corriere della Sera». Il capitale sociale della società editrice del quotidiano ammonta a 4 500 000 000 lire ed è diviso in azioni da mille lire l'una. In data 9 agosto 1983 il regime di amministrazione controllata è prorogato di un anno. Le 4 500 000 azioni vengono costituite in pegno dalla Rizzoli Editrice spa come segue: 2 250 000 azioni a favore del Nuovo Banco Ambrosiano, della Banca Cattolica del Veneto e del Credito Varesino; 2 250 000 azioni a favore della Rothschild Bank AG di Zurigo[122].
- 1984 - Il gruppo RCS, risanato, è acquistato da una cordata di cui fanno parte nomi importanti dell'industria e della finanza nazionali. Tra essi: Gemina (holding posseduta dalla famiglia Agnelli), è la prima azionista con il 46,28%; «Iniziativa ME.TA.» (società controllata da Montedison), è il secondo azionista con il 23,24%. Tutta l'operazione è avvenuta sotto la regia di Mediobanca. Gemina, maggiore azionista, si assume la responsabilità di nominare il direttore del quotidiano. In un secondo tempo, i principali soci si costituiscono in patto di sindacato al fine di bloccare eventuali scalate da parte degli azionisti di minoranza.
- 1986 - La RCS viene riorganizzata per comparti: il Corriere della Sera viene inserito nella RCS Quotidiani.
- 2016 - Il gruppo Fiat Chrysler Automobiles (FCA), in vista dell'obiettivo di tornare ad essere un produttore puro di auto, decide il disimpegno da RCS. Il 15 aprile l'assemblea dei soci di FCA approva la scissione finalizzata alla distribuzione ai propri azionisti delle azioni di RCS detenute dal gruppo[123]. La Fiat esce dall'azionariato della società editrice del «Corriere della Sera» dopo 32 anni (e a distanza di 43 anni dal primo investimento)[124].
- 15 luglio 2016 - Con un'operazione di borsa (OPAS) sulle azioni RCS MediaGroup Urbano Cairo acquisisce il controllo del gruppo editoriale che pubblica il «Corriere della Sera»[125]. Il 3 agosto Cairo diviene presidente e amministratore delegato di RCS[126].

## Direttori

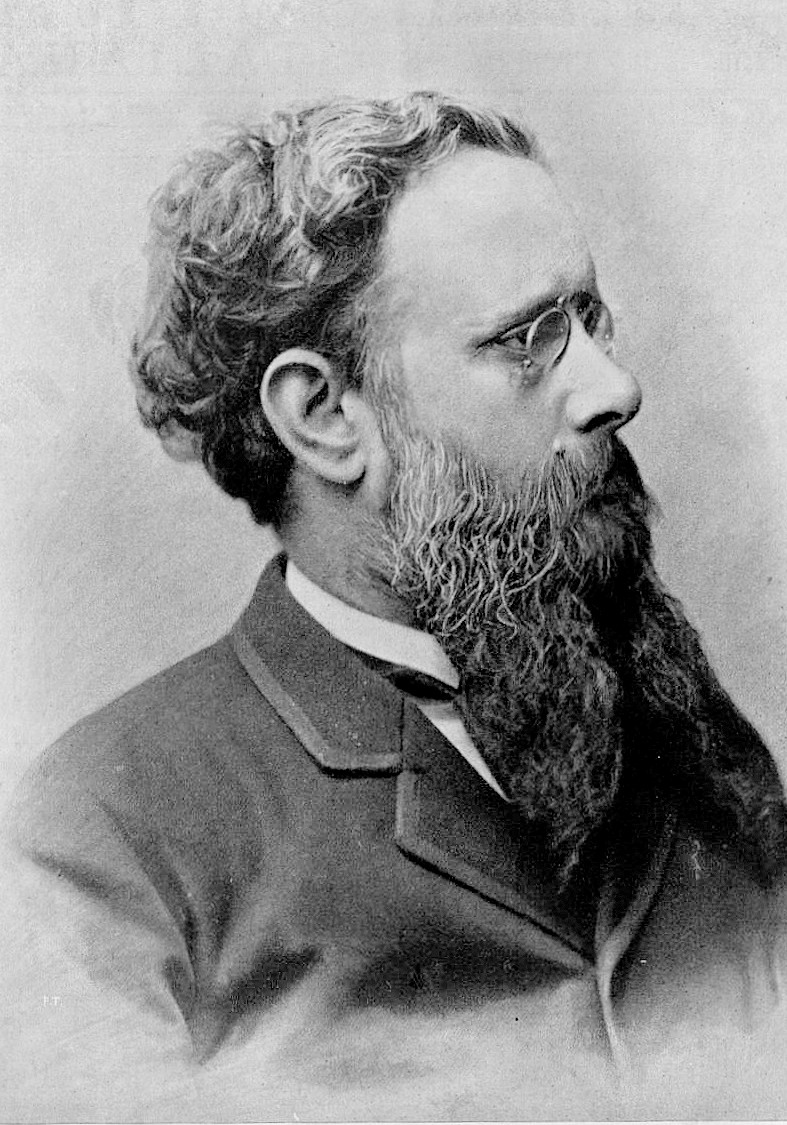
Eugenio Torelli Viollier

Luigi Albertini

Anno 1952: Guglielmo Emanuel, direttore uscente, Mario Missiroli, suo successore, e Gaetano Afeltra, redattore capo del «Corriere».

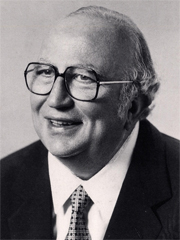
Giovanni Spadolini

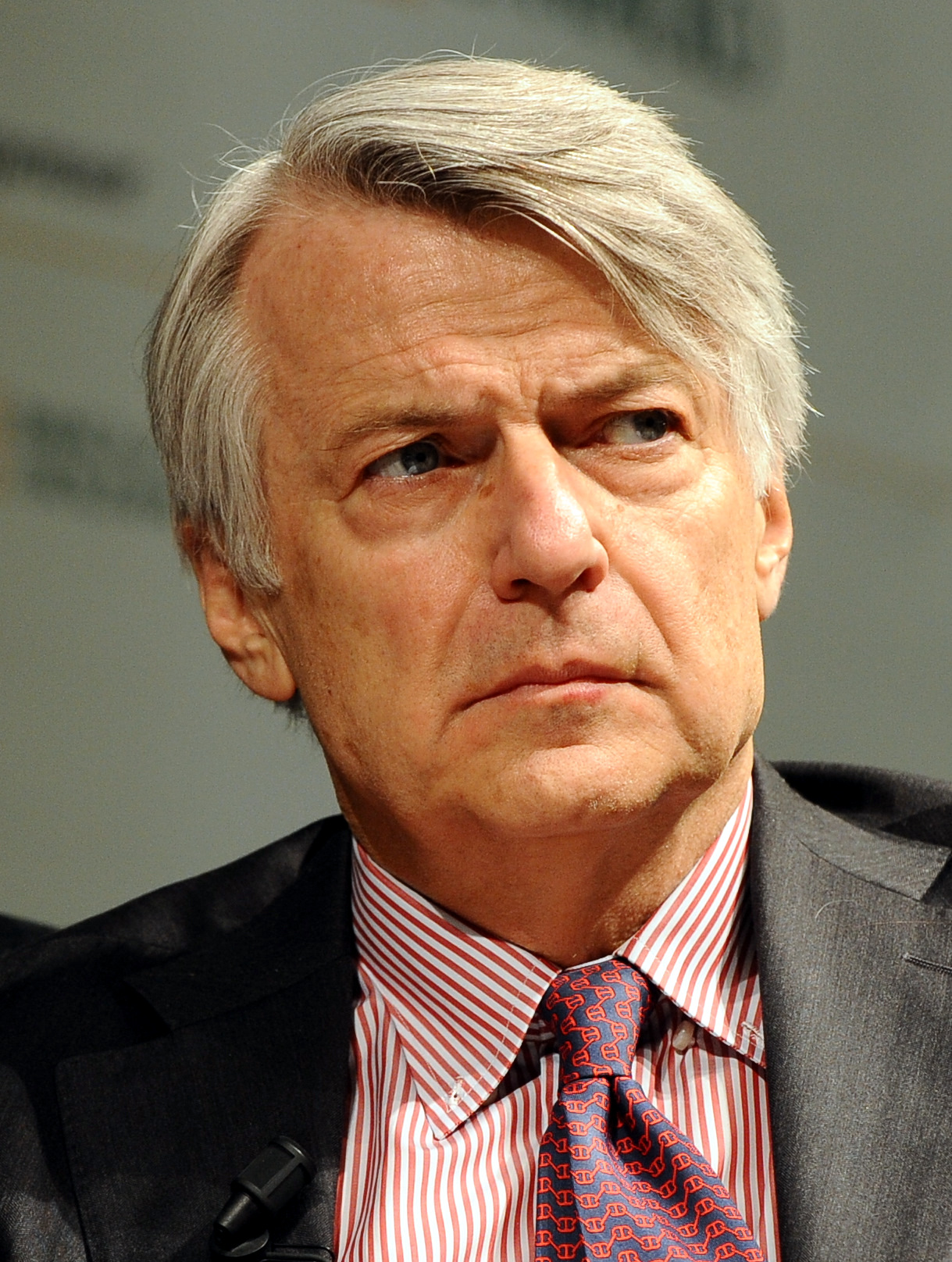
Ferruccio de Bortoli

- Eugenio Torelli Viollier, 5 marzo 1876 - 31 maggio 1898 (gerente responsabile)
  - Alfredo Comandini maggio 1891 - novembre 1892 (direttore politico)
  - Andrea Cantalupi 1895 - maggio 1896 (direttore politico)
  - Luca Beltrami maggio-novembre 1896 (direttore politico)
- Domenico Oliva, 5 giugno 1898 - 23 maggio 1900
- Luigi Albertini, 24 maggio 1900 - ottobre 1921 (gerente responsabile)
- Alberto Albertini (fratello di Luigi), ottobre 1921 - 29 novembre 1925

Graditi al regime fascista
- Pietro Croci, 30 novembre 1925 - 17 marzo 1926
- Ugo Ojetti, 18 marzo 1926 - 17 dicembre 1927
- Maffio Maffii, 18 dicembre 1927 - 31 agosto 1929
- Aldo Borelli, 1º settembre 1929 - 26 luglio 1943

Dopo la caduta del fascismo: nomine approvate dal Minculpop defascistizzato
- Ettore Janni, 28 luglio-10 settembre 1943

Dopo la nascita della RSI
- Amedeo Lasagna, redattore capo con funzioni di direttore: 16 settembre - 5 ottobre 1943
- Ermanno Amicucci, 6 ottobre 1943 - 25 aprile 1945

Sospensione per decreto del CLN: 27 aprile - 21 maggio 1945. Le pubblicazioni riprendono con la testata Corriere d'Informazione.
Nominato dal CLN
- Mario Borsa, 22 maggio 1945 - 6 agosto 1946

Scelti dalla famiglia Crespi
- Guglielmo Emanuel, 7 agosto 1946 - 14 settembre 1952
- Mario Missiroli, 15 settembre 1952 - 14 ottobre 1961
- Alfio Russo, 15 ottobre 1961 - 10 febbraio 1968
- Giovanni Spadolini, 11 febbraio 1968 - 13 marzo 1972
- Piero Ottone, 14 marzo 1972 - 29 ottobre 1977

Scelti dalla famiglia Rizzoli
- Franco Di Bella, 30 ottobre 1977 - 19 giugno 1981
- Alberto Cavallari, 20 giugno 1981 - 19 giugno 1984

Scelti dal primo patto di sindacato RCS
- Piero Ostellino, 20 giugno 1984 - 28 febbraio 1987
- Ugo Stille, 1º marzo 1987 - 9 settembre 1992
- Paolo Mieli, 10 settembre 1992 - 7 maggio 1997
  - Giulio Anselmi condirettore fino al 24 novembre 1993

Scelti dal secondo patto di sindacato RCS
- Ferruccio de Bortoli, 8 maggio 1997 - 14 giugno 2003
- Stefano Folli, 15 giugno 2003 - 22 dicembre 2004
- Paolo Mieli (2ª volta), 23 dicembre 2004 - 9 aprile 2009
- Ferruccio de Bortoli (2ª volta), 10 aprile 2009 - 30 aprile 2015
- Luciano Fontana, 1º maggio 2015 - in carica[93]

## Firme
- Gaetano Afeltra
- Saverio Alloggio
- Michele Ainis
- Massimo Alberizzi
- Francesco Alberoni
- Magdi Cristiano Allam
- Corrado Alvaro
- Giovanni Amendola
- Alberto Arbasino
- Gaetano Baldacci
- Luigi Baldacci
- Gaspare Barbiellini Amidei
- Luigi Barzini senior
- Luigi Barzini junior
- Pierluigi Battista
- Giovanni Belardelli
- Luca Beltrami
- Vittorio Beonio Brocchieri
- Alberto Bergamini
- Tommaso Besozzi
- Enzo Bettiza
- Alberto Bevilacqua
- Enzo Biagi
- Giovanni Bianconi
- Carlo Bo
- Andrea Bonanni
- Massimo Bontempelli
- Carlo Bordoni
- Giuseppe Antonio Borgese
- Mario Borsa
- Isabella Bossi Fedrigotti
- Dino Buzzati
- Italo Calvino
- Manlio Cancogni
- Luciano Canfora
- Giovanni Caprara
- Luigi Capuana
- Stefano Caselli
- Alberto Cavallari
- Aldo Cazzullo
- Edoardo Cernuschi
- Mario Cervi
- Piero Chiara
- Pietro Citati
- Matteo Collura
- Franco Cordelli
- Arturo Colombo
- Egisto Corradi
- Benedetta Cosmi
- Maurizio Costanzo
- Maria Grazia Cutuli
- Gabriele D'Annunzio
- Alessandro D'Avenia
- Max David
- Andrea De Carlo
- Grazia Deledda
- Giuseppe De Rita
- Federico De Roberto
- Paolo Di Stefano
- Dario Di Vico
- Umberto Eco
- Luigi Einaudi
- Enrico Emanuelli
- Bill Emmott
- Oriana Fallaci
- Vittorio Feltri
- Ennio Flaiano
- Antonio Fogazzaro
- Stefano Folli
- Franco Foresta Martin
- Arnaldo Fraccaroli
- Paolo Franchi
- Massimo Franco
- Milena Gabanelli
- Massimo Gaggi
- Ernesto Galli della Loggia
- Brunella Gasperini
- Roberto Gervaso
- Giuseppe Giacosa
- André Glucksmann
- Luca Goldoni
- Massimo Gramellini
- Giuliano Gramigna
- Gianni Granzotto
- Aldo Grasso
- Giovanni Grazzini
- Vittorio Grevi
- Augusto Guerriero («Ricciardetto»)
- Pietro Ichino
- Paolo Isotta
- Tullio Kezich
- Vivian Lamarque
- Maria Latella

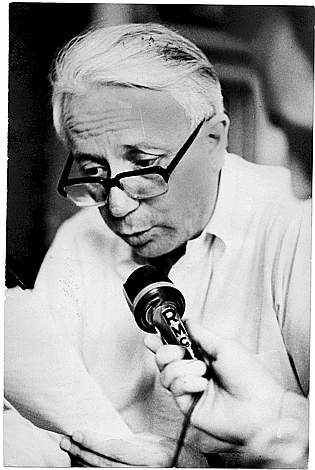
Enzo Biagi

Dino Buzzati

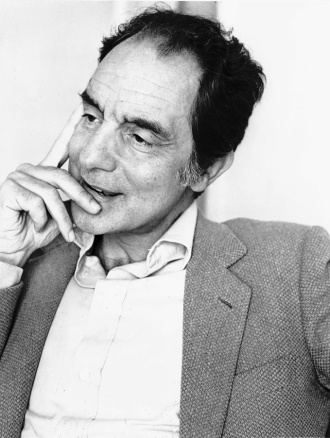
Italo Calvino

- Bernard-Henri Lévy (dal 1983 al 2018)[128]
- Virgilio Lilli
- Giovanni Macchia
- Claudio Magris
- Curzio Malaparte
- Dacia Maraini
- Carlo Maria Martini
- Giancarlo Masini
- Carlo Mazzoni
- Paolo Mereghetti
- Francesco Merlo
- Vittorio Messori
- Paolo Mieli
- Mino Milani
- Mario Missiroli
- Ettore Mo
- Sandro Modeo
- Paolo Monelli
- Eugenio Montale
- Indro Montanelli
- Alberto Moravia
- Mario Monti
- Giovanni Mosca
- Massimo Mucchetti
- Massimo Nava
- Ada Negri
- Silvio Negro
- Emilio Nessi
- Luigi Offeddu
- Ugo Ojetti
- Guido Olimpio
- Alfredo Oriani
- Piero Ostellino
- Piero Ottone
- Moni Ovadia
- Amos Oz
- Vincenzo Paladino
- Angelo Panebianco
- Giampaolo Pansa
- Alfredo Panzini
- Giovanni Papini
- Mario Pappagallo
- Goffredo Parise
- Walter Passerini
- Marco Gasperetti
- Pier Paolo Pasolini
- Giorgio Pasquali
- Gianfranco Piazzesi
- Guido Piovene
- Alessandro Piperno
- Luigi Pirandello
- Maurizio Porro
- Antonio Polito
- Andrea Purgatori
- Giovanni Raboni
- Federico Rampini
- Alessio Ribaudo
- Sergio Rizzo
- Maria Laura Rodotà
- Sergio Romano
- Alberto Ronchey
- Alfio Russo
- Giovanni Russo
- Claudio Sabelli Fioretti
- Nantas Salvalaggio
- Michele Salvati
- Giovanni Sartori
- Fiorenza Sarzanini
- Leonardo Sciascia
- Mario Sconcerti
- Cesare Segre
- Vittorio Sermonti
- Beppe Severgnini
- Enzo Siciliano
- Renato Simoni
- Mario Soldati
- Lina Sotis
- Giovanni Spadolini
- Corrado Stajano
- Gian Antonio Stella
- Ugo Stille
- Emilio Tadini
- Tiziano Terzani
- Giovanni Testori
- Walter Tobagi
- Cesco Tomaselli
- Armando Torno
- Michele Torraca
- Giorgio Tosatti
- Bernardo Valli
- Aldo Valori
- Sebastiano Vassalli
- Walter Veltroni
- Franco Venturini
- Guido Vergani
- Orio Vergani
- Francesco Verderami
- Fareed Zakaria
- Cesare Zappulli
- Giuliano Zincone

## La Fondazione Corriere della Sera
Nel 2001, in occasione del 125º anniversario della nascita del Corriere, è stata creata la «Fondazione Corriere della Sera», con lo scopo di curare e aprire al pubblico l'archivio storico del giornale, e di promuovere iniziative in favore della lingua e la cultura italiana, nella penisola e all'estero.

## Edizioni regionali cartacee

### Pagine locali
- Corriere della Sera Brescia (dal martedì alla domenica, in provincia di Brescia)
- Corriere della Sera Bergamo (dal martedì alla domenica, in provincia di Bergamo)
- Corriere della Sera Milano (dal lunedì alla domenica, in Lombardia)
- Corriere della Sera Roma (dal lunedì alla domenica, nel Lazio)
- Corriere della Sera Torino (dal 24 novembre 2017)[129]

### Edizioni locali
- Corriere di Verona (dal martedì alla domenica, in provincia di Verona)
- Corriere del Veneto (dal martedì alla domenica, nelle province di Venezia, Treviso, Vicenza, Rovigo, Padova e Belluno)
- Corriere del Trentino (dal martedì alla domenica, nella provincia autonoma di Trento)
- Corriere dell'Alto Adige (dal martedì alla domenica, nella provincia autonoma di Bolzano)
- Corriere di Bologna (dal martedì alla domenica ed il Corriere di Bologna Sport il lunedì, a Bologna e Modena)
- Corriere Fiorentino (dal martedì alla domenica ed il Corriere Fiorentino del Lunedì, in Toscana)
- Corriere del Mezzogiorno in cinque diverse edizioni:
  - Napoli e Campania (dal martedì alla domenica, nelle province di Avellino e Benevento);
  - Caserta e Campania (dal martedì alla domenica, nella provincia di Caserta)
  - Salerno e Campania (dal martedì alla domenica, in provincia di Salerno e in Basilicata)
  - Bari e Puglia (dal martedì alla domenica, nelle province di Bari, Barletta-Andria-Trani e Foggia)
  - Lecce e Puglia (dal martedì alla domenica, nelle province di Lecce, Brindisi e Taranto)
- CorrierEconomia - Mezzogiorno Economia (lunedì in Campania, Puglia, Basilicata e Sicilia)

## Diffusione
La diffusione di un quotidiano si ottiene, secondo i criteri di Accertamenti Diffusione Stampa (ADS), dalla somma di: Totale Pagata + Totale Gratuita + Diffusione estero + Vendite in blocco.

Dal 2021 ADS ha abbandonato la distinzione tra copia cartacea e copia digitale, che è stata sostituita dalla distinzione tra «vendite individuali» (copie pagate dall’acquirente) e «vendite multiple» (copie pagate da terzi).
Con il nuovo metodo di calcolo la diffusione supera sempre la tiratura.
| Anno | Totale diffusione | Vendite individuali | Diffusione cartacea | Tiratura |
| ---- | ----------------- | ------------------- | ------------------- | -------- |
| 2023 | 239 581           | 217 007             | 124 216             | 192 384  |
| 2022 | 255 570           | 230 854             | 137 747             | 213 976  |
| 2021 | 254 309           | 230 981             | 150 250             | 228 190  |

| Anno | Totale diffusione (cartacea + digitale) | Diffusione digitale | Diffusione cartacea | Tiratura |
| ---- | --------------------------------------- | ------------------- | ------------------- | -------- |
| 2020 | 263 011                                 | 83 995              | 179 016             | 265 432  |
| 2019 | 272 797                                 | 70 037              | 202 760             | 295 918  |
| 2018 | 285 443                                 | 69 294              | 216 149             | 309 160  |
| 2017 | 297 247                                 | 70 761              | 226 486             | 322 826  |
| 2016 | 340 321                                 | 74 121              | 266 200             | 362 167  |
| 2015 | 378 651                                 | 73 669              | 304 982             | 407 057  |
| 2014 | 420 882                                 | 86 259              | 334 623             | 443 939  |
| 2013 | 456 319                                 | 70 682              | 385 637             | 507 834  |

| Anno | Media mobile |
| ---- | ------------ |
| 2012 | 439 246      |
| 2011 | 482 722      |
| 2010 | 489 774      |
| 2009 | 539 313      |
| 2008 | 619 980      |
| 2007 | 661 053      |
| 2006 | 680 130      |
| 2005 | 677 342      |
| 2004 | 677 542      |
| 2003 | 679 485      |
| 2002 | 684 556      |
| 2001 | 714 195      |
| 2000 | 715 594      |
| 1999 | 681 772      |
| 1998 | 673 755      |
| 1997 | 708 630      |
| 1996 | 684 910      |
| 1995 | 739 118      |

Fonte: Dati Ads (Accertamenti Diffusione Stampa)

## Intitolazioni
Il Comune di Vajont ha dedicato al Corriere della Sera una Piazza per ricordare l'opera di sostegno e aiuto che il giornale ha manifestato dopo il disastro del Vajont nel 1963, dove morirono circa 2000 persone.

## Controversie
- Nel 2020 il Governo svedese ha accusato i quotidiani la Repubblica e Corriere della Sera di aver generato una «spirale di disinformazione» nel descrivere la risposta dello stesso esecutivo svedese alla pandemia da coronavirus (COVID-19).[130][131][132]
- Il 27 febbraio 2024 sul canale Youtube del Corriere della Sera è stato pubblicato un segmento di un'intervista al presidente ucraino Volodymyr Zelens'kyj tenutasi due giorni prima in occasione del secondo anniversario dell'inizio dell'invasione russa dell'Ucraina[133]. La sottotitolazione del video risultò non corrispondere a quanto effettivamente detto da Zelens'kyj. Per questo motivo il Corriere della Sera è stato accusato di diffondere disinformazione sulla guerra. Dopo alcuni giorni il video è stato eliminato; dopo oltre una settimana è stato ricaricato senza i sottotitoli.

### Annotazioni
1. ↑  Diretto da Alessandro Calascibetta sin dalla nascita (2005). Tratta di moda, bellezza, tecnologia e tempo libero. Nel 2017 la tiratura è stata di 297 247 copie.
2. ↑  Le successive sedi del Corriere furono: dal 1º ottobre 1880 via San Pietro all'Orto; dal 1884 via San Paolo; il 23 giugno 1889 il giornale si trasferì in via Pietro Verri, nel palazzo di Benigno Crespi.
3. ↑  Fu autore di diversi romanzi, tra cui: Il salotto della contessa Maffei e La principessa Belgiojoso.
4. ↑  Conservò questo incarico fino al 1888 circa, poi si dedicò al collezionismo d'arte.
5. ↑  Il quotidiano uscì con datazione singola a partire dal 2 dicembre 1902, un martedì.
6. ↑  Per avere notizie dall'estero, i giornali attingevano direttamente alla stampa straniera, sottoscrivendo degli abbonamenti annuali, come i comuni lettori.
7. ↑  Corriere della Sera, 16-17 dicembre 1878. L'impostazione partecipativa adottata dal giornale strideva però con la ritrosia del direttore verso le questioni interne: non venne mai pubblicata, infatti, nessuna notizia sulle variazioni dell'assetto proprietario del giornale, né prima dell'avvento di Benigno Crespi né quando (nel 1885) l'industriale cotoniero diventò il nuovo padrone del giornale.
8. ↑  Il sostegno della Sonzogno permetteva al Secolo di gestire in proprio la pubblicità, cosa che il Corriere riuscì a fare soltanto dalla fine degli anni Ottanta.
9. ↑  Il 23 aprile 1894 mutò la testata ne La Bicicletta, si aprì agli altri sport e raddoppiò le uscite settimanali. Quattro anni dopo la testata cambiò ancora in Corriere dello Sport; il giornale cessò le pubblicazioni nel 1903 dopo aver cambiato titolo in Italia sportiva. Tra i collaboratori, apparvero le firme di Luigi Vittorio Bertarelli, Giovanni Pascoli ed Olindo Guerrini.
10. ↑  Conservò l'incarico fino al 1901.
11. ↑  Conservò la carica fino alla morte, avvenuta nel 1906. I suoi successori saranno: Andrea Torre nel 1906 e Giovanni Amendola nel 1916.
12. ↑  Nel 1895 Albertini, studente di economia, si era introdotto nell'ambiente editoriale inglese facendo la conoscenza del direttore editoriale del Times, Moberly Bell.
13. ↑  In occasione dello scoppio della Guerra di Libia.
14. ↑  Banzatti era stato nominato nel ruolo da Torelli Viollier nel 1898. Passerà nel 1903 a dirigere la «Gazzetta di Venezia».
15. ↑  Dopo la prematura morte di Cipriani (1919), suoi successori saranno: Pietro Croci (1919-1920), già corrispondente da Londra, e Alberto Tarchiani (1920 – novembre 1925).
16. ↑  Assunto nel 1903, fu nominato segretario nel 1907, carica che mantenne fino alla fine della Seconda guerra mondiale.
17. ↑  Nel 1927 «Il Secolo», in crisi finanziaria, fu assorbito da «La Sera», altro giornale milanese.
18. ↑  Beltrami, architetto, ebbe anche una breve esperienza come direttore politico tra il maggio e il novembre 1896.
19. ↑  Nel 1895 il quotidiano francese aveva avuto una tiratura media di 2 milioni di copie giornaliere.
20. ↑  Somma totale del saldo attivo del quotidiano e delle altre riviste appartenenti alla società.
21. ↑  Ugo Ojetti scriveva sotto lo pseudonimo “Tantalo”.
22. ↑  Nel dopoguerra seguiranno le collaborazioni di Eugenio Montale, Ennio Flaiano e Pier Paolo Pasolini, solo per citarne alcuni.
23. ↑  Abbandonò il «Corriere» nel 1933 ed espatriò in Svizzera.
24. ↑  Orio Vergani andò a vedere il primo film parlato.
25. ↑  Resterà in uso, con gli ammodernamenti, fino al 1991.
26. ↑  Dal 1935 si utilizzarono anche le telefoto.
27. ↑  La testata «Il Pomeriggio» apparve nell'edizione pomeridiana del «Corriere» fino al 24 aprile 1945, vigilia della Liberazione.
28. ↑  I loro nomi: Domenico Bartoli, Ernesto Libenzi, Enrico Rizzini, Giulio Alonzi, Andrea Damiano, Corrado De Vita, Bruno Fallaci (zio di Oriana), Francesco Francavilla, Ferruccio Lanfranchi, Indro Montanelli, Amilcare Morigi, Luigi Simonazzi, Arturo Lanocita, Virgilio Lilli, Paolo Monelli e Gaetano Afeltra.
29. ↑  Gli articoli furono raccolti formando un volume che uscì in allegato al quotidiano il 9 agosto 1944 col titolo Storia di un anno. Il tempo del bastone e della carota.
30. ↑  Secondo Franco Di Bella, Mario Borsa non fu licenziato, ma lasciò volontariamente il giornale perché si era accorto che l'editore lo spiava (F. Di Bella, p.).
31. ↑  Dato rilevato nel 1950.
32. ↑  Quotidiano milanese fondato nel 1956. Dopo una prima fase di rodaggio sarà rilevato dall'Eni di Enrico Mattei diventando un giornale fiancheggiatore del nascente centrosinistra.
33. ↑  La proposta di nominare Spadolini veniva da Giulia Maria, la figlia di Aldo. La moglie di Mario, Fosca Leonardi, si oppose fermamente. Il motivo? Tra le due signore non correva buon sangue. Cfr. F. Di Bella, p. 186.
34. ↑  Fino ad allora il Corriere non aveva riservato una pagina all'economia, ma pubblicava solamente i listini della Borsa valori.
35. ↑  Suo successore nelle pagine culturali del Corriere sarà il drammaturgo Giovanni Testori.
36. ↑  Nel 1972 era entrato nel Comitato di redazione Raffaele Fiengo, che sarà rieletto per molti mandati.
37. ↑  Il direttore responsabile presentò formalmente le dimissioni il 17 luglio, che furono respinte.
38. ↑  Al terzo posto nei quotidiani d'informazione "La Stampa" con 405 000 copie. Vedi Mauro Forno, Informazione e potere. Storia del giornalismo italiano, Laterza, Roma-Bari 2012.
39. ↑  La Repubblica varò il suo supplemento femminile due mesi dopo.
40. ↑  De Bortoli dichiarò di lasciare per non meglio precisate ragioni personali, ma le sue dimissioni suscitarono clamore perché giungevano dopo una serie di pressioni sulla direzione del giornale da parte dell'allora presidente del consiglio Silvio Berlusconi
41. ↑  Soluzione di marketing che prevede un iniziale accesso gratuito ai contenuti, cui segue il blocco della visualizzazione, che si può superare con l'attivazione di un abbonamento.
42. ↑  Pavesi intendeva candidarsi alle elezioni politiche e aveva deciso di spostarsi a sinistra. Quindi cambiò l'indirizzo politico de La Lombardia e cercò di persuadere Torelli Viollier a fare altrettanto al Corriere, ma gli venne opposto un netto rifiuto.[107]
43. ↑  Con la Liberazione il CLN aveva assunto l'esercizio del potere esecutivo dello Stato.
44. ↑  Secondo Giampaolo Pansa, Moratti è una barriera efficace contro le mire della Montedison. Il petroliere, infatti, rappresenta l'Eni, il principale concorrente del colosso della chimica guidato da Eugenio Cefis.
45. ↑  Il figlio di Moratti, Gianmarco, che fu vicepresidente del Corriere, affermò che l'azienda di famiglia comprò una quota del quotidiano per evitare che finisse nelle mani sbagliate: "Abbiamo pensato che un organo così importante era meglio che andasse in mano a gente come noi, capace di dare garanzie democratiche" (G. Pansa, op. cit.).
46. ↑  Secondo Giampaolo Pansa, la Rizzoli paga anche un "extraprezzo" di 2 miliardi e 400 milioni, in quanto la signora Crespi era la presidente della società di gestione.
47. ↑  Secondo Giampaolo Pansa, invece, la Montedison ha favorito l'ingresso della Rizzoli nel Corriere in due modi: facendogli da garante di fronte agli Agnelli; sostenendola nel reperimento dei prestiti bancari.
48. ↑  Che a sua volta comprende le vendite per copia singola e gli abbonamenti.

### Riferimenti
1. ↑   Cairo e Fontana presentano ‘L’Economia’ del ‘Corriere della Sera’, su primaonline.it. URL consultato il 17 marzo 2017 (archiviato il 18 marzo 2017).
2. ↑   Dal 19 settembre col 'Corriere' c'è 'Buone Notizie', settimanale su no profit e imprese sociali, su primaonline.it, 12 settembre 2017. URL consultato il 4 luglio 2022 (archiviato il 24 giugno 2021).
3. ↑   Corsera: il 18 maggio debutta LiberiTutti, settimanale sul piacere di vivere, su primaonline.it. URL consultato il 23 maggio 2018 (archiviato il 24 maggio 2018).
4. ↑   Il 23 febbraio debutta in edicola ‘Corriere Innovazione’, su primaonline.it. URL consultato il 5 marzo 2018 (archiviato il 6 marzo 2018).
5. 1 2 3 4   Trend diffusione e vendite quotidiani: calano tutti nelle copie individuali tranne…, su primaonline.it. URL consultato il 9 febbraio 2024.
6. ↑   Corriere della Sera, ecco i nuovi vicedirettori, su huffingtonpost.it. URL consultato il 14 giugno 2015 (archiviato il 26 maggio 2015).
7. ↑   Corriere della Sera, Fiorenza Sarzanini vice direttore e responsabile dell'ufficio di corrispondenza di Roma, su primaonline.it. URL consultato il 4 luglio 2022 (archiviato l'8 ottobre 2021).
8. ↑   Cazzullo e Ferraro vicedirettori “ad personam” al Corriere della Sera, su primaonline.it. URL consultato il 1º settembre 2022 (archiviato dall'url originale il 7 marzo 2022).
9. ↑   Corriere della Sera: ecco la nuova squadra del direttore Luciano Fontana, su primaonline.it. URL consultato il 31 maggio 2015 (archiviato il 23 settembre 2015).
10. ↑  Accertamenti Diffusione Stampa, febbraio 2025.
11. ↑   Dati Audipress (rilevazione 2015/II), su audipress.it. URL consultato il 14 febbraio 2016 (archiviato dall'url originale il 26 giugno 2015).
12. ↑   Matteo Collura, Il Corriere della sera di Torino, in Corriere.it, 6 giugno 2000. URL consultato il 18 maggio 2008 (archiviato il 18 gennaio 2006).
13. ↑   Il garibaldino che inventò il «Corriere», su corriere.it. URL consultato il 1º marzo 2011 (archiviato il 15 luglio 2017).
14. ↑   La libertà di stampa come missione. Torelli Viollier e Albertini, padri del «Corriere», su corriere.it. URL consultato il 28 febbraio 2013 (archiviato il 3 marzo 2013).
15. 1 2 3  Orio Vergani, Scale azzurre in via Pietro Verri 14, «Corriere della Sera», 4 marzo 1951, p . 4.
16. ↑   Infografiche - Corriere della Sera, su corriere.it. URL consultato il 3 marzo 2016 (archiviato il 5 marzo 2016).
17. ↑  M. Nava, pp. 162 e segg.
18. ↑   La condotta economica e gli effetti sociali della guerra - Epilogo, su luigieinaudi.it. URL consultato il 1º settembre 2022 (archiviato il 27 marzo 2022).
19. ↑  M. Nava, p. 168.
20. ↑   La nostra storia, su manzoniadvertising.com. URL consultato il 28 dicembre 2016 (archiviato dall'url originale il 29 dicembre 2016).
21. ↑  M. Nava, pp. 209-210.
22. ↑  M. Nava, p. 234.
23. ↑  Corriere della Sera, 8-9 dicembre 1885.
24. ↑  L. Benadusi, pp. 37-38.
25. ↑  L. Benadusi, p. 57.
26. ↑  Nome completo: Il Ciclo. Giornale popolare di velocipedismo.  Scheda nell'Indice SBN, su id.sbn.it. URL consultato il 23 settembre 2021.
27. ↑   I primi tentativi di stampa sportiva nell'Ottocento, su sportmanzoni.wordpress.com. URL consultato l'8 settembre 2018 (archiviato l'8 settembre 2018).
28. ↑   Scheda nell'Indice SBN, su id.sbn.it. URL consultato il 1º settembre 2022 (archiviato il 1º settembre 2022).
29. ↑   Dalla stampa allo streaming, la parabola del giornalismo sportivo italiano (PDF), su tesi.luiss.it. URL consultato il 4 luglio 2022 (archiviato il 5 maggio 2022). (tesi di laurea)
30. ↑  O. Barié, p. 60.
31. ↑  L. Benadusi, p. 112.
32. ↑  Ludina Barzini, I Barzini, Milano, Mondadori, 2010, p. 107. Il pezzo s'intitolava La partenza della grande armata americana per il Pacifico.
33. ↑   Luigi Ganna, su sportolimpico.it. URL consultato il 6 gennaio 2016 (archiviato il 6 gennaio 2017).
34. ↑  Aurelio Magistà, L'italia in prima pagina. Storia di un paese nella storia dei suoi giornali, Milano, Bruno Mondadori, 2006, pp. 94-95.
35. ↑  L. Benadusi, pp. 138-139.
36. ↑  Beppe Benvenuto, Elzeviro, Palermo, Sellerio, 2002, p. 77.
37. ↑  Luigi Albertini l'avrebbe voluto al Corriere sin dal 1900, ma Einaudi era legato da un precedente rapporto di collaborazione con «La Stampa».
38. ↑  O. Barié, p. 141.
39. ↑  Eugenio Marcucci, Giornalisti grandi firme. L'età del mito, 2ª ed., Soveria Mannelli, Rubbettino, 2005, p. 17.
40. ↑  Eugenio Marcucci, op. cit., p. 18.
41. ↑  Glauco Licata, Storia del Corriere della Sera, p. 206 e 210.
42. ↑  Vedi infra: Variazioni dell'assetto proprietario.
43. ↑   Pierluigi Allotti, Giornalisti di regime. La stampa Italiana tra Fascismo e Antifascismo (1922-1948), Roma, Carocci, 2012.
44. 1 2   Sandro Rizzi, Storia del Corriere della Sera, su francoabruzzo.it, Franco Abruzzo, 2003. URL consultato il 31 marzo 2011 (archiviato il 22 luglio 2011).
45. ↑  Enzo Forcella, La resistenza in convento, Torino, Einaudi, 1999.
46. ↑   La stampa nella R.S.I., su digilander.libero.it. URL consultato il 4 aprile 2015 (archiviato il 10 aprile 2015).
47. ↑  F. Di Bella, p. 189.
48. 1 2 3   Storia del Corriere della Sera da Eugenio Torelli Viollier a Paolo Mieli - II, su francoabruzzo.it. URL consultato il 4 luglio 2022 (archiviato il 2 dicembre 2021).
49. ↑  Fonte: intervista di Egidio Stagno a Franco Di Bella (F. Di Bella, p. 201).
50. ↑  Fonte: ADS - Accertamento Diffusione Stampa.
51. ↑   Mario Cervi e Luigi Mascheroni, Gli anni del piombo, Milano, Mursia, 2009.
52. ↑   Egidio Sterpa, Gli anni del "Corriere", su bpp.it, Apulia, settembre 2000. URL consultato il 17 dicembre 2016 (archiviato il 30 aprile 2017).
53. 1 2 3 4 5 6 7 8   Indro Montanelli, Soltanto un giornalista, Milano, Rizzoli, 2002.
54. ↑  F. Di Bella, p. 94.
55. 1 2 3 4  Bettiza, pp. 74-75. Fu Giulia Maria che si impuntò affinché Russo venisse sollevato dall'incarico.
56. ↑   Sergio Zavoli, La notte della Repubblica, Roma, Nuova Eri, 1992.
57. ↑  Ugo Stille, «Marcuse, il teorico della protesta», Corriere della Sera, 5 marzo 1968.
58. ↑  Enzo Bettiza, Gli intellettuali in platea, Corriere della Sera, 28 giugno 1968.
59. ↑   Marco Bastiani, Giovanni Spadolini direttore del Corriere della Sera, su odg.mi.it, Tabloid, n. 6/1999. URL consultato il 6 giugno 2010 (archiviato il 12 giugno 2010).
60. ↑  Giampaolo Pansa, op. cit., p. 26.
61. ↑  F. Di Bella, p. 200.
62. ↑  Giampaolo Pansa, Comprati e venduti, Milano, Bompiani, 1977, p. 38.
63. ↑  Giulia Maria Crespi, Il mio filo rosso, Torino, Einaudi, 2015, pp. 247-249.
64. ↑   Indro Internet Archive, I conti con me stesso : diari, 1957-1978, Milano, Rizzoli, 2009, ISBN 978-88-17-02820-2. URL consultato il 5 marzo 2024.
65. ↑  Bettiza, p. 129.
66. ↑  Giampaolo Pansa, op. cit., p. 151.
67. ↑  Bettiza, p. 135.
68. 1 2 3 4 5 6 7 8 9 10   Michele Brambilla, L'eskimo in redazione, Milano, Ares, 1991.
69. ↑  Bettiza, p. 119.
70. ↑  Bettiza, pp. 126-27.
71. ↑  F. Di Bella, p. 175.
72. ↑   Appunti di giornalismo, su tuttowebitalia.com, Ordine dei Giornalisti della Regione Lombardia. URL consultato il 27 giugno 2011 (archiviato dall'url originale l'11 novembre 2011).
73. ↑  Paolo Morando, Dancing Days. 1978-1979, Roma-Bari, Laterza, 2009, pp. 145-154.
74. ↑  A. Mazzuca, 1991, p.
75. 1 2   Indro Montanelli e Mario Cervi, L'Italia degli anni di fango, Milano, Rizzoli, 1993.
76. ↑  Maurizio Costanzo, Parla, per la prima volta, il «signor P2», Corriere della Sera, 5 ottobre 1980.
77. ↑   Indro Montanelli e Mario Cervi, Milano ventesimo secolo, Milano, Rizzoli, 1990.
78. ↑   Antonio Padellaro, Il mio Corriere segreto vita, politica (e P2), in il Fatto Quotidiano, 11 maggio 2015. URL consultato il 4 agosto 2017 (archiviato dall'url originale il 5 agosto 2017).
79. ↑  Gian Luigi Falabrino, Pubblicità serva padrona. I protagonisti, la storia e i retroscena del mondo della comunicazione, 2ª ed., Milano, Il Sole-24 Ore, 1999, p. 110.
80. ↑   ANTONIO FERRARI, Addio a Nino Milazzo, vicedirettore del «Corriere» dal 1985 al 1987, su Corriere della Sera, 8 dicembre 2021. URL consultato il 28 gennaio 2025.
81. 1 2 3   Alberto Ferrigolo, Anni 80, l’epoca d’oro per i giornali in Italia, in Reset, 21 maggio 2013. URL consultato il 16 giugno 2018 (archiviato dall'url originale il 16 giugno 2018).
82. ↑   Giuseppe di Piazza, Attualità d'autore e formato maxi: il ritorno di «Sette», in Corriere della Sera, 23 novembre 2009. URL consultato il 26 novembre 2009 (archiviato dall'url originale il 20 maggio 2011).
83. ↑  Giampaolo Pansa, La Repubblica di Barbapapà, Milano, Rizzoli, 2013, p. 226.
84. ↑  La stampa italiana nell'età della tv, a cura di Valerio Castronovo e Nicola Tranfaglia, Roma-Bari, Laterza, 1994, p. 48.
85. ↑   Sandro Gerbi e Raffaele Liucci, Indro Montanelli. Una biografia (1909-2001), Milano, Hoepli, 2014.
86. ↑   Cari lettori, arrivederci a settembre, in Corriere della Sera, 4 luglio 2001. URL consultato il 6 agosto 2017 (archiviato il 3 dicembre 2017).
87. ↑   Rcs, Ricucci sceso al 18% La Magiste fa cassa e vende in Borsa il 2,1%, su archiviostorico.corriere.it. URL consultato il 12 ottobre 2010 (archiviato il 20 maggio 2011).
88. ↑  Gabriella Sartori, Avvenire, 1º maggio 2009.
89. ↑   Il Corriere della Sera su Kindle 2, lettore digitale di Amazon, su mediablog.corriere.it. URL consultato il 9 gennaio 2015 (archiviato il 4 marzo 2016).
90. ↑   Claudio Plazzotta, Corsera tallonato da Repubblica (PDF), in Italia Oggi, 20 aprile 2010,  p. 8. URL consultato il 20 aprile 2010 (archiviato il 21 gennaio 2018).
91. ↑   Andrea Mollica, Pagnoncelli nuovo sondaggista del “Corriere” dopo l'inchiesta per frode fiscale su Mannheimer, su gadlerner.it, Gad Lerner, 25 gennaio 2014. URL consultato il 23 maggio 2014 (archiviato il 22 maggio 2014).
92. ↑   Il nuovo Corriere della Sera va in edicola il 24 settembre in formato Berliner, in Prima Comunicazione, 10 settembre 2014. URL consultato il 20 settembre 2014 (archiviato il 6 ottobre 2014).
93. 1 2   ansa, Luciano Fontana nuovo direttore del Corriere della Sera, su ansa.it. URL consultato il 30 aprile 2015 (archiviato il 2 maggio 2015).
94. ↑   È online la nuova piattaforma digitale del "Corriere della Sera", su primaonline.it. URL consultato il 30 gennaio 2016 (archiviato il 13 giugno 2016).
95. ↑   Audiweb Week: nell'informazione online per la prima volta il Corriere supera Repubblica, su primaonline.it. URL consultato il 17 aprile 2019 (archiviato il 23 aprile 2019).
96. ↑   Rcs, Cairo apre a fusioni e acquisizioni: "sicuramente sì", su primaonline.it. URL consultato il 4 luglio 2022 (archiviato dall'url originale il 26 marzo 2022).
97. ↑   Corriere della Sera, botta e risposta tra Cdr ed editore, su primaonline.it. URL consultato il 19 dicembre 2022.
98. ↑   la svolta del 5 aprile, su archiviostorico.corriere.it. URL consultato il 13 settembre 2009 (archiviato il 20 maggio 2011).
99. ↑   È la fine del primo tempo, su archiviostorico.corriere.it. URL consultato il 13 settembre 2009 (archiviato il 20 maggio 2011).
100. ↑   CARTE IN TAVOLA PRIMA DEL VOTO, su archiviostorico.corriere.it. URL consultato il 13 settembre 2009 (archiviato il 20 maggio 2011).
101. ↑   L'IDEOLOGIA DEL PAREGGIO, su archiviostorico.corriere.it. URL consultato il 13 settembre 2009 (archiviato il 5 ottobre 2009).
102. ↑   LE REGOLE PER UNA SCELTA, su archiviostorico.corriere.it. URL consultato il 13 settembre 2009 (archiviato il 20 maggio 2011).
103. ↑   LA LIBERA SCELTA DEGLI ITALIANI, su archiviostorico.corriere.it. URL consultato il 13 settembre 2009 (archiviato il 20 maggio 2011).
104. ↑   Paolo Mieli, La scelta del 9 aprile, su corriere.it, Corriere della Sera, 28 marzo 2006. URL consultato il 4 settembre 2009 (archiviato il 30 settembre 2009).
105. ↑  M. Mucchetti, p. 37.
106. ↑  Storia del giornale Archiviato il 23 febbraio 2008 in Internet Archive.
107. ↑  M. Nava, p. 179.
108. ↑  A. Moroni, p. 34.
109. ↑  O. Barié, pp. 44-45.
110. ↑  O. Barié, p. 45.
111. ↑  O. Barié, p. 89.
112. ↑   Roberto Romano, CRESPI, Mario, in Dizionario biografico degli italiani, XXX, Roma, Istituto dell'Enciclopedia Italiana, 1984. URL consultato il 13 aprile 2016.
113. ↑  M. Mucchetti, pp. 37-38.
114. ↑  Oreste Del Buono, Amici. Amici degli amici. Maestri..., Baldini&Castoldi, Milano 1994, p. 191.
115. ↑  M. Mucchetti, p. 38.
116. ↑  Giampaolo Pansa, Comprati e venduti, Bompiani, 1977, p. 39.
117. ↑  Giampaolo Pansa, op. cit., p. 76.
118. ↑  Giampaolo Pansa, op.cit, p. 199.
119. ↑  A. Mazzuca, 1991, p. 318.
120. ↑  Giampaolo Pansa, op. cit., pp. 203-204.
121. ↑  A. Mazzuca, 2017, p. 445.
122. ↑   Mario Lombardo, La stampa periodica in Italia, Roma, Editori Riuniti, 1985.
123. ↑   FCA annuncia i passi per il perfezionamento della distribuzione della propria partecipazione in RCS, su finanza.lastampa.it. URL consultato il 21 aprile 2016 (archiviato il 5 maggio 2016).
124. ↑   Rcs: Fiat esce dal capitale, dopo 40 anni lascia il Corriere, su agi.it. URL consultato il 21 aprile 2016 (archiviato il 3 maggio 2016).
125. ↑   RCS: Cairo al 59,69% del capitale sociale, su finanza.lastampa.it. URL consultato il 3 agosto 2016 (archiviato il 30 luglio 2016).
126. ↑   Cairo nominato ad e presidente di Rcs, su primaonline.it. URL consultato il 7 agosto 2016 (archiviato dall'url originale il 1º aprile 2018).
127. ↑  Decreto 9 agosto 1943, n. 727.
128. ↑   Bernard-Henri Lévy passa a La Stampa. Dopo 35 anni lascia il Corriere della Sera, su primaonline.it. URL consultato il 30 luglio 2018 (archiviato il 30 luglio 2018).
129. ↑   Massimo Gramellini, Il Corriere a Torino, la città che sa creare nei passaggi stretti, in Corriere della Sera, 18 novembre 2017. URL consultato il 19 novembre 2017 (archiviato il 19 novembre 2017).
130. ↑   Coronavirus, Svezia contro giornali Italia: spirale di disinformazione, su Sky TG24, 16 aprile 2020. URL consultato il 5 marzo 2024.
131. ↑   La Svezia contro i giornali italiani, su Il Post, 16 aprile 2020. URL consultato il 5 marzo 2024.
132. ↑   Covid-19: Ambasciata in Svezia smentisce discriminazioni italiane nella cura pazienti, su giornalediplomatico.it. URL consultato il 5 marzo 2024.
133. ↑   Zelensky and military officials give statesman as Russian invasion enters third year, su youtube.com.